# نوکلئیک اسید

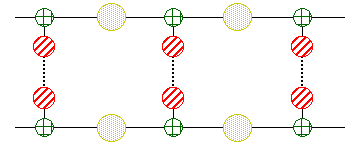

اسید نوکلئیک یا نوکلئیک اسید (به انگلیسی: Nucleic acid) به زنجیره‌های طویل مولکولی یک یا دورشته‌ای گفته می‌شود که از به هم پیوستن تعداد زیادی نوکلئوتید تشکیل شده‌است. اسیدهای نوکلئیک در همهٔ جانداران یافت می‌شوند و از مولکول‌های زیستی محسوب می‌شوند. در واقع نوکلئوتیدها واحدهای مونومری (تک پار) اسیدهای نوکلئیک به‌شمار می‌آیند؛ که دارای سه زیرواحد ساختمانی هستند: قند پنج‌کربنهٔ پنتوز، باز هتروسیکلیک و گروه فسفات استر.

در ساختمان این اسیدها دو نوع قند پنتوز دیده می‌شود. قند موجود در آران‌ای از نوع ریبوز و در دی‌ان‌ای از قند مشابهی به‌نام دئوکسی‌ریبوز وجود دارد. پیشوند دئوکسی نمایشگر فقدان یک o (اکسیژن)در جایگاه ۲ است. در دی‌ان‌ای و آران‌ای بازها از طریق پیوند بتاان گلیکوزیدی با برداشت یک مولکول آب از پنتوز (گروه هیدروکسیل) و باز (هیدروژن) تشکیل می‌گردند. دی ان ای ها معمولا به صورت مولکول دررشته ای هستند در حالی که آر ان ای ها معمولا به شکل تک رشته ای می‌باشند.  

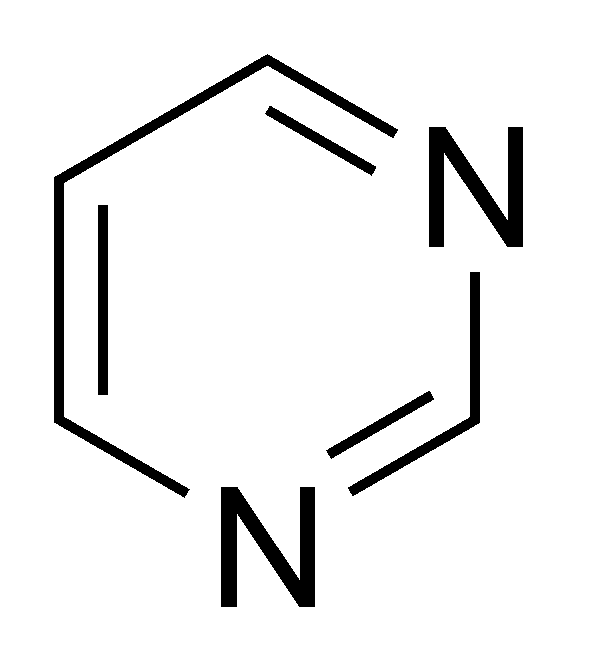
پیریمیدین

دو دسته از بازهای مهم و اصلی در این اسیدها، پورین‌ها و پیریمیدین‌ها هستند.

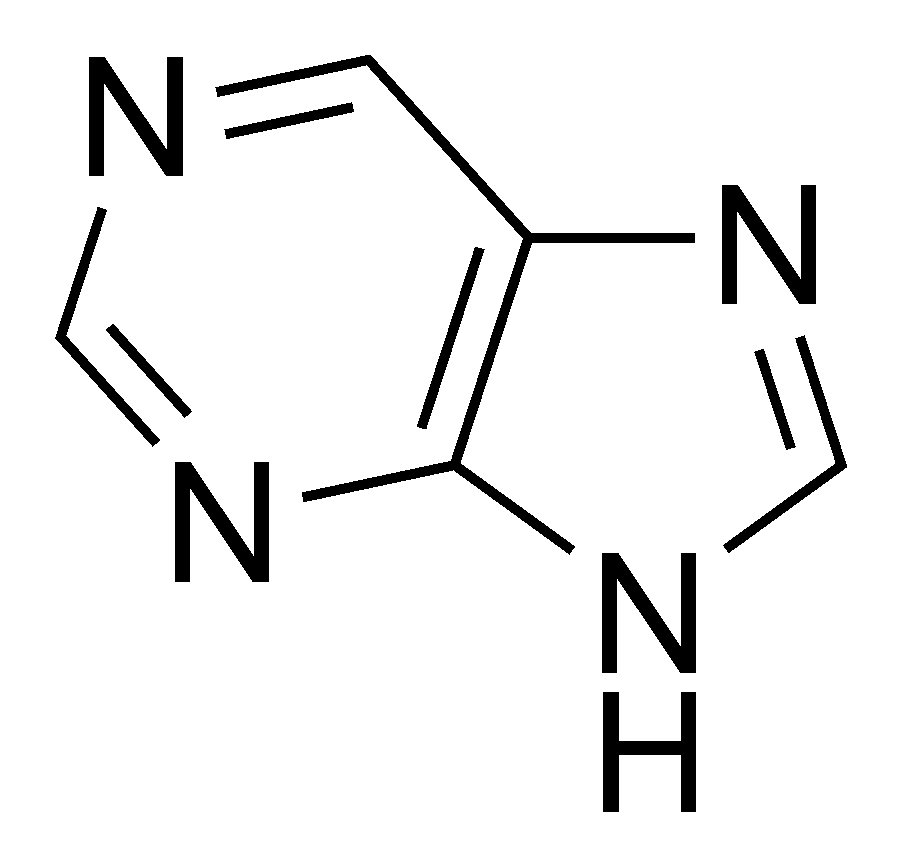
پورین

پورین‌ها شامل بازهای آدنین و گوانین هستند که در آران‌ای و دی‌ان‌ای وجود دارند. سیتوزین، یوراسیل و تیمین سه باز پیریمیدینی مهم هستند. سیتوزین در آران‌ای و دی‌ان‌ای وجود دارد؛ در حالی که یوراسیل تنها در آران‌ای و تیمین در دی‌ان‌ای یافت می‌شود. در موارد نادر ممکن است تیمین در آران‌ای و یوراسیل در دی‌ان‌ای نیز دیده شود.
فردریش میشر این ماده را نوکلئیک اسید نامید چون آن را از درون هسته استخراج کرده بود و خاصیت اسیدی ضعیفی داشت.

## انواع اسیدهای نوکلئیک

### دی‌ان‌ای (DNA)
اسیدهای نوکلئیک دی‌ان‌ای از نوکلئوتیدهای به‌هم پیوسته‌ای تشکیل شده‌اند که قند آن‌ها از نوع دئوکسی‌ریبوز است. این نوع نوکلئوتیدها دارای بازهای آلی A,G،C,T (آدنین، گوانین، سیتوزین، تیمین) می‌توانند باشند؛ که در به هم پیوستن آن‌ها بازهای A و Tپیوند دوگانه و بازهای G و C پیوند سه‌گانهٔ هیدروژنی برقرار می‌کنند.

### آران‌ای
از بیان ژن آر ان ای ساخته می‌شود این نوع اسیدها از به‌هم پیوستن نوکلئوتیدهایی متشکل از بازهای آلی A,G,C,U (آدنین، گوانین، سیتوزین، یوراسیل) تشکیل می‌شوند و دارای قند ریبوز هستند. در ساختمان آران‌ای، اسید آلی U به‌جای T  بوده و از نوع پیریمیدین است. آران‌ای ها معمولا به صورت تک رشته ای در سلول وجود دارند. 

## ساختار اسیدهای نوکلئیک
اسیدهای نوکلئیک، در ساختن کروموزوم به‌کار می‌روند و از قند دئوکسی‌ریبوز و باز نیتروژنه و یک فسفر معدنی تشکیل شده‌اند. نحوهٔ ساخته شدن اسیدهای نوکلئیک به گونه‌ای است که واحدهای پلی‌مری (نوکلئوتید) به‌صورت توالی‌های پشت سر هم در می‌آیند. به این گونه که کربن شمارهٔ ۳ پنتوز به گروه فسفاتی نوکلئوتید دیگر متصل می‌شود. طی این اتصال، دو گروه فسفاتی نوکلئوتیدها از ساختار جدا می‌شود و تنها یک گروه فسفات باقی‌مانده، پلی بین نوکلئوتیدها می‌شود (به پیوند فسفاتی بین دو نوکلئوتید پیوند فسفودی‌استر می‌گویند)

## نوکلئوزید و نوکلئوتید
نوکلئوتیدها ساختارهایی متشکل از یک مولکول فسفات به‌علاوهٔ یک باز آلی (آدنین (A)، گوانین (G)، سیتوزین (C)، تیمین (T) و یوراسیل (U)) و یک قند ۵ کربنه هستند. این قند ۵ کربنه، می‌تواند ریبوز یا دِئوکسی‌ریبوز باشد.
بازی که توسط قند پنج‌کربنه قنددار شده باشد نوکلئوزید نامیده می‌شود. نوکلئوزیدهای دارای ریبوز، ریبونوکلئوزید و آن‌هایی که دارای دئوکسی‌ریبوز هستند؛ دئوکسی ریبونوکلئوزید نام‌گذاری می‌شوند.
چهار نوکلئوزیدی که در ساختمان آران‌ای یافت می‌شوند؛ عبارت‌اند از آدنوزین، گوانوزین، سیتیدین و یوریدین و چهار دئوکسی‌ریبونوکلئوزید موجود در پیکر دی‌ان‌ای عبارت‌اند از دئوکسی‌آدنوزین، دئوکسی گوانوزین، دئوکسی سیتیدین و دئوکسی تیمیدین
نوکلئوتیدها استرهای فسفاتهٔ نوکلئوزیدها در کربن شمارهٔ ۵ قند هستند. در داخل سلول علاوه بر اسیدهای نوکلئیک ساختارهای نوکلئوتیدی دیگری نیز وجود دارد؛ که گروه‌های فسفات آن‌ها در موقعیت‌هایی غیر از کربن پنج قرار دارد. علاوه بر این نوکلئوزیدها بیش از ۸۰ نوکلئوزید دیگر به‌طور طبیعی در اسیدهای نوکلئیک وجود دارد. در دی‌ان‌ای این بازها اغلب شامل اشکال متیل‌دار، استیل‌دار و یوبی‌کوئینین‌دار هستند. در آران‌ای نیز می‌توان به هیپوگزانتین و گزانتین اشاره کرد. سرعت واکنش‌های اسیدهای نوکلئیک همانند نوکلئوزیدها و نوکلئوتیدها است. سرعت واکنش اغلب تحت تأثیر موقعیت زنجیرهٔ پلی‌نوکلئوتیدی و دورشته‌ای یا تک‌رشته‌ای بودن نوکلئیک اسید است

### انواع نوکلئوتیدها

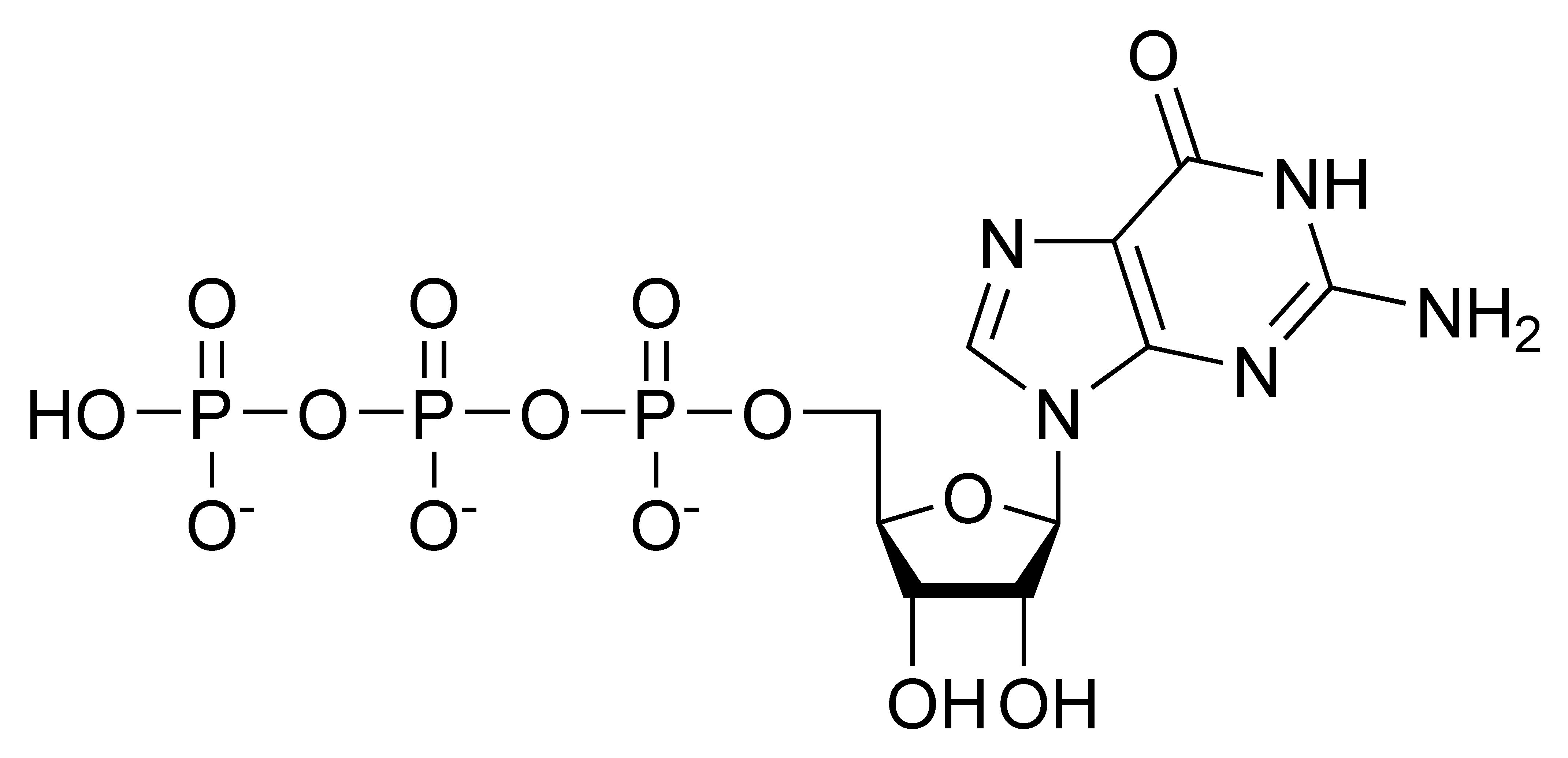
گوانوزین تری فسفات
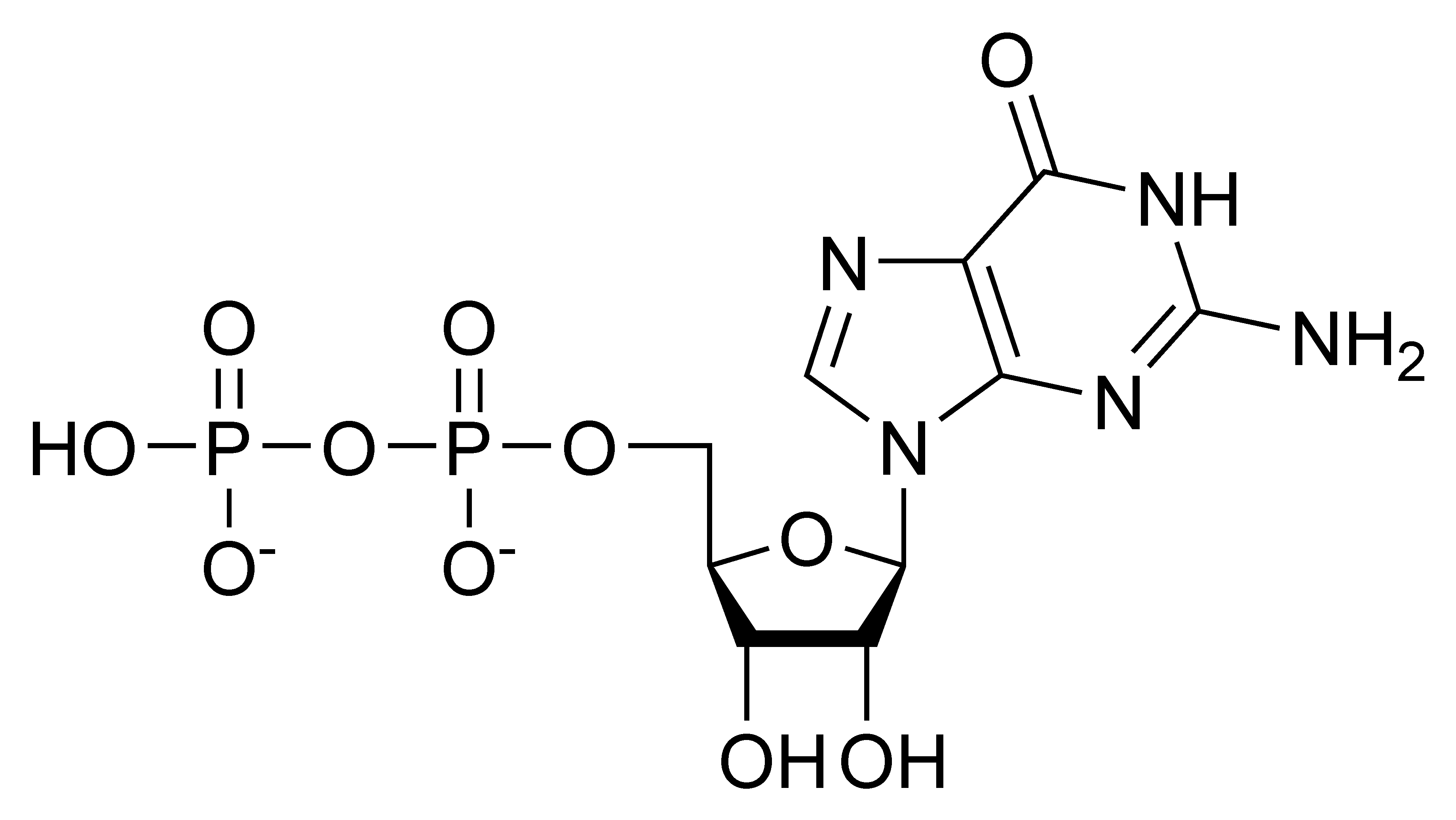
گوانوزین دی فسفات
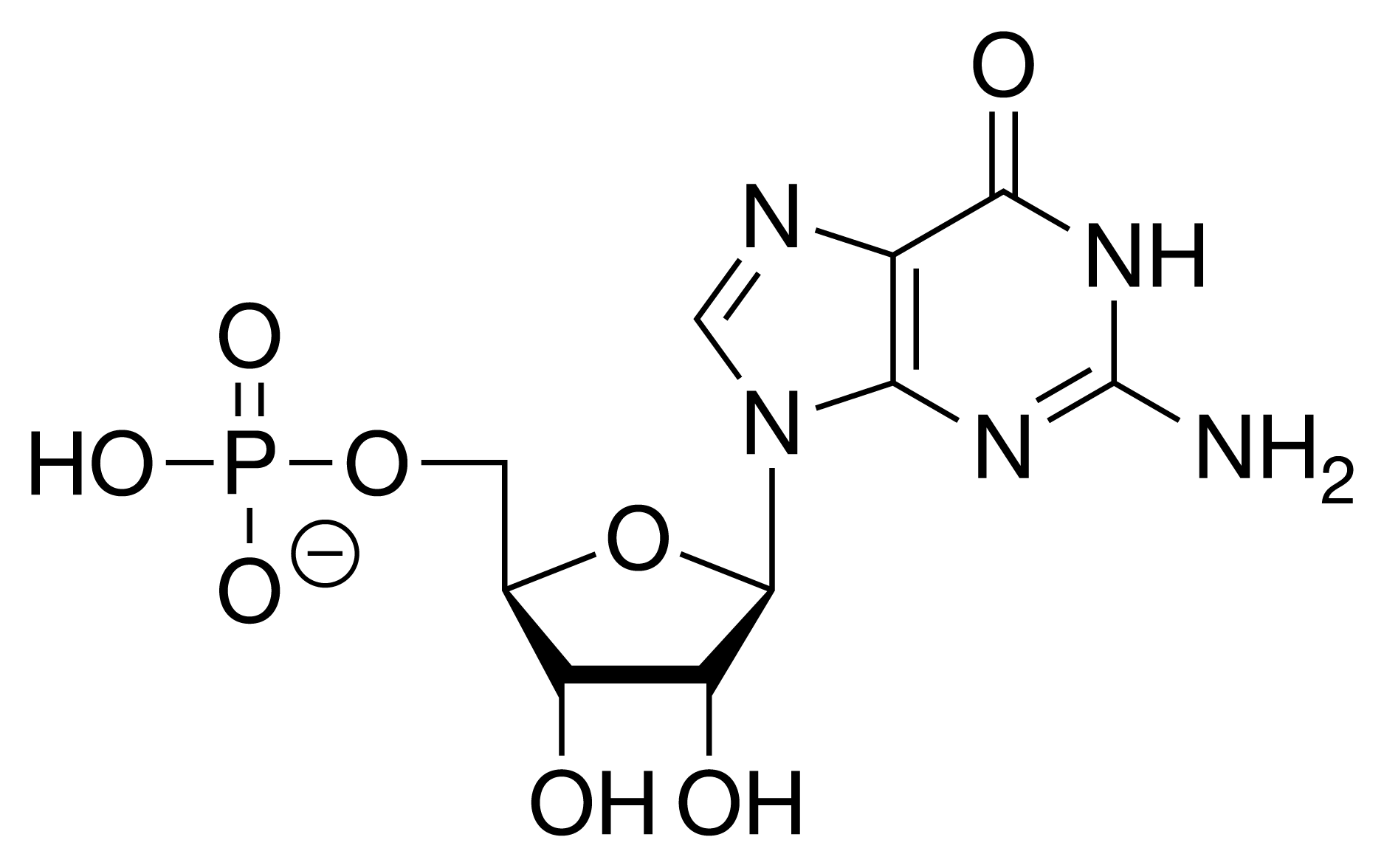
گوانوزین مونو فسفات
آدنوزین تری فسفات
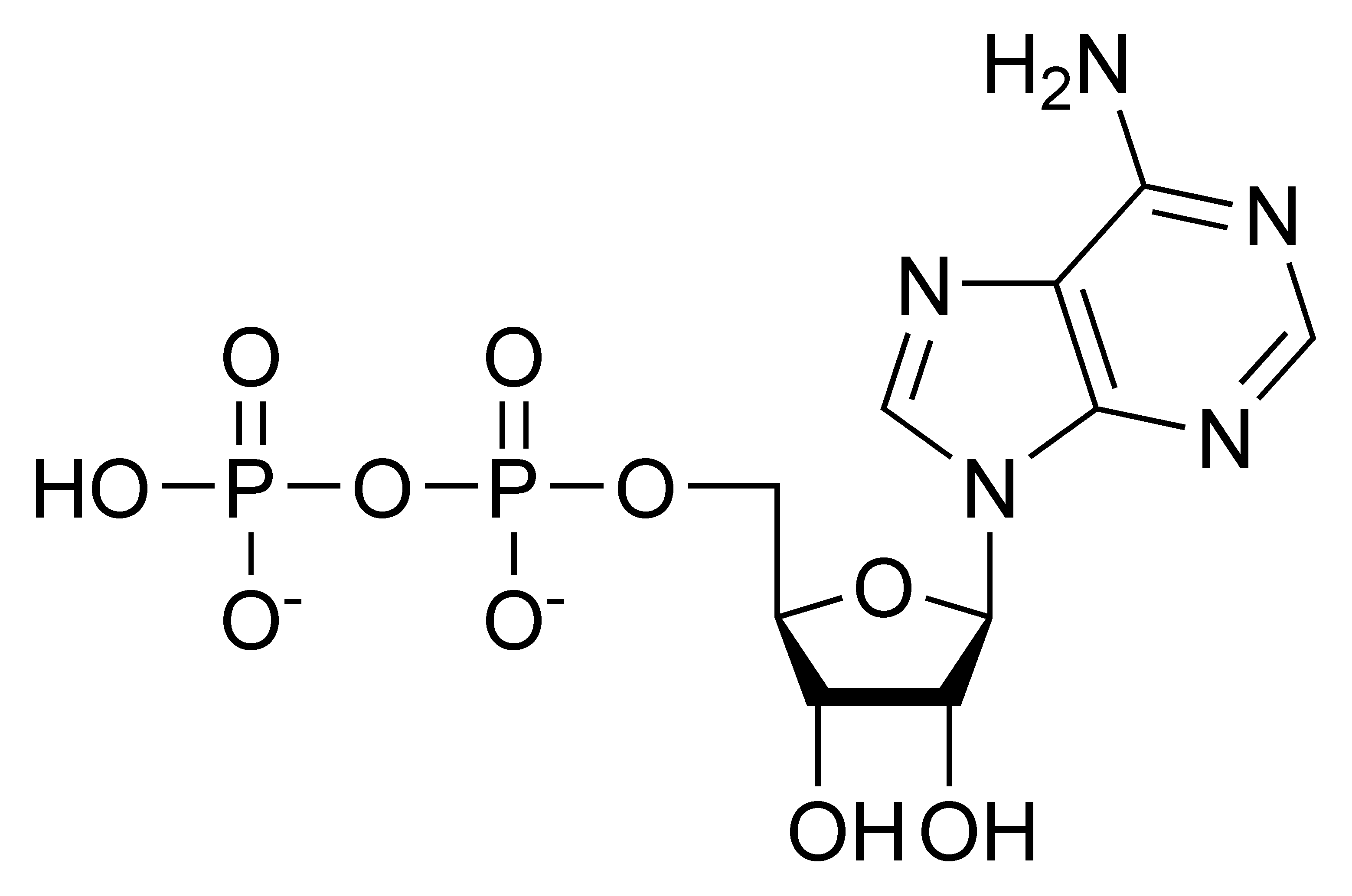
آدنوزین دی فسفات
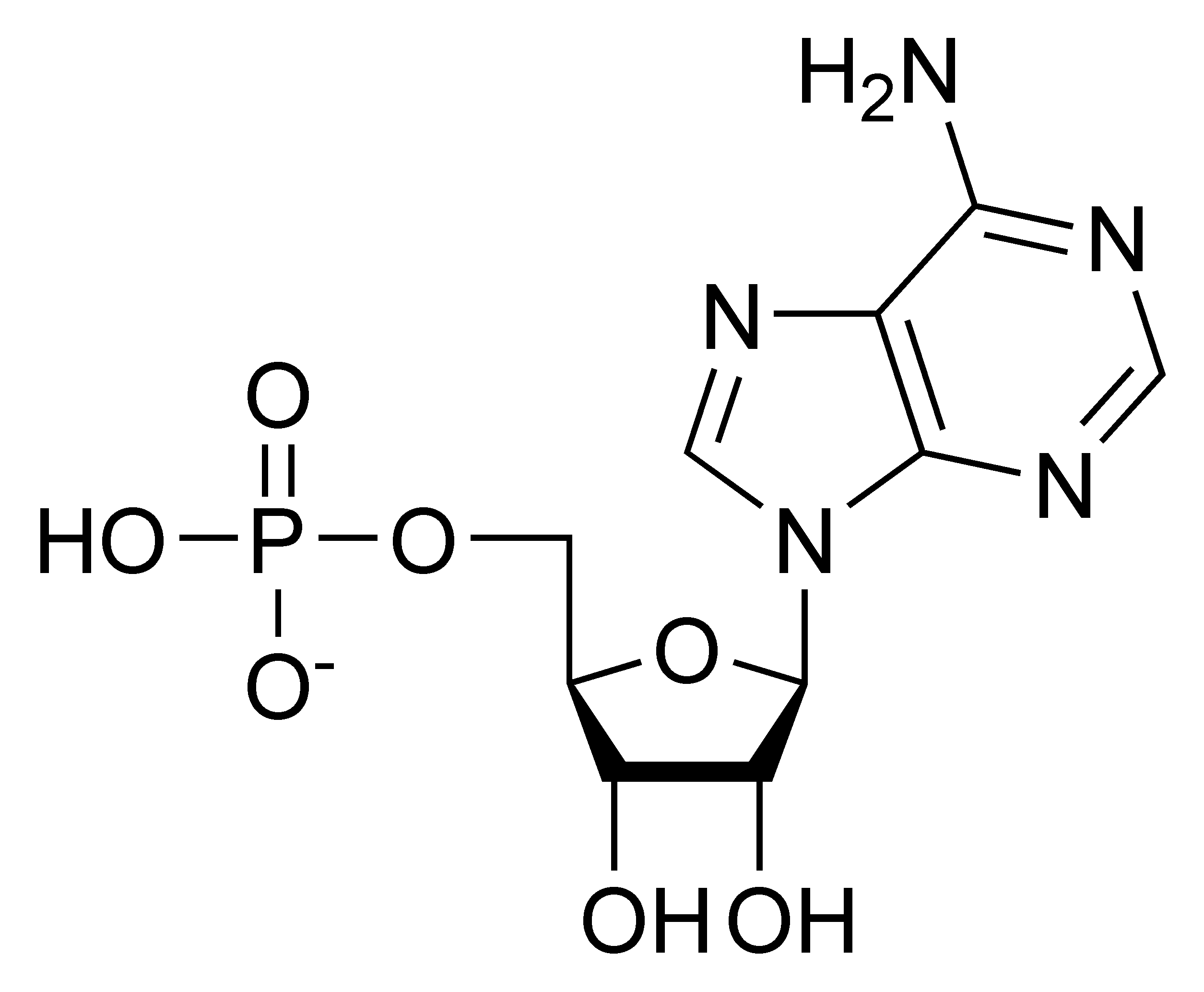
آدنوزین مونو فسفات
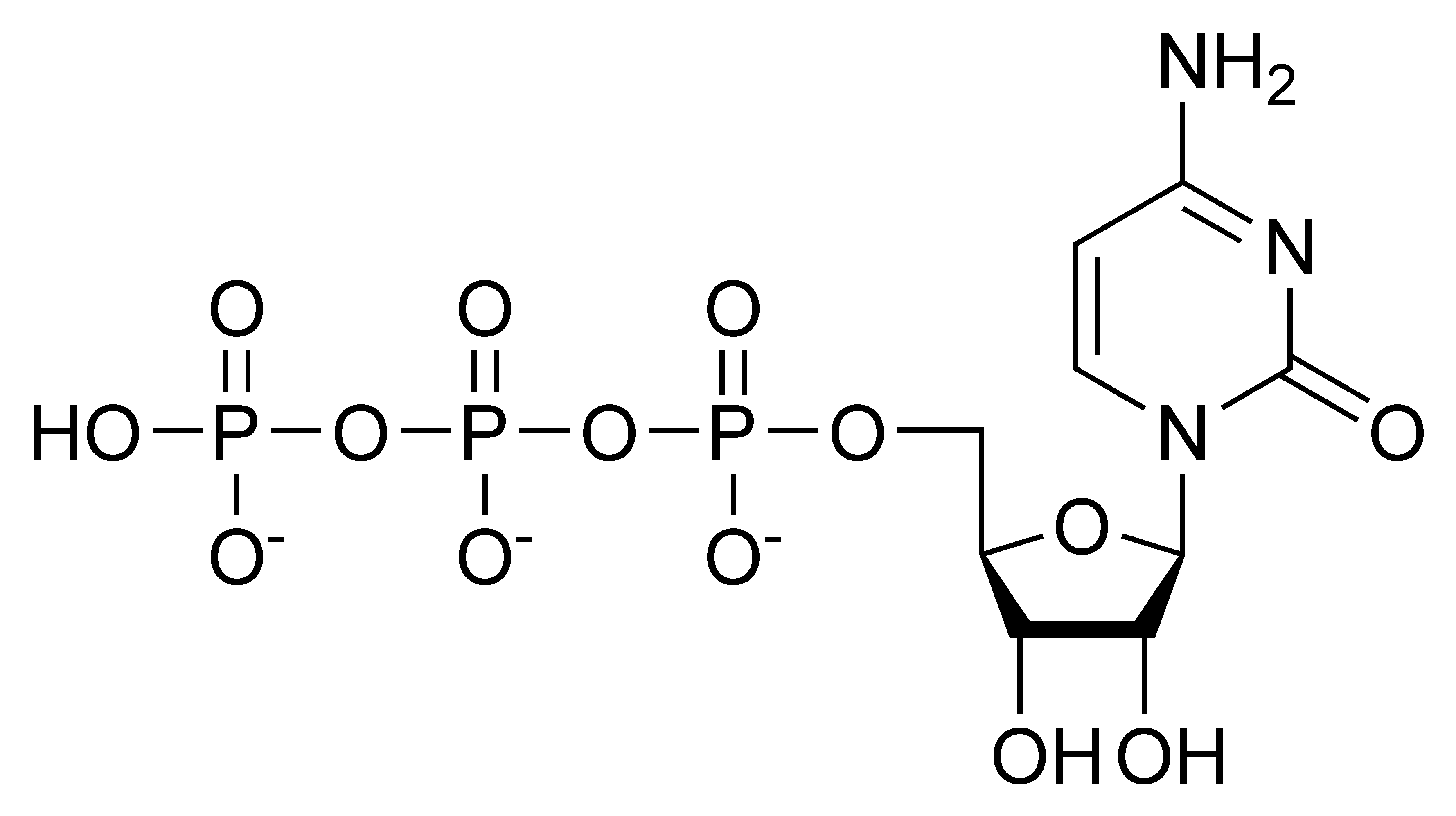
سیتوزین تری فسفات
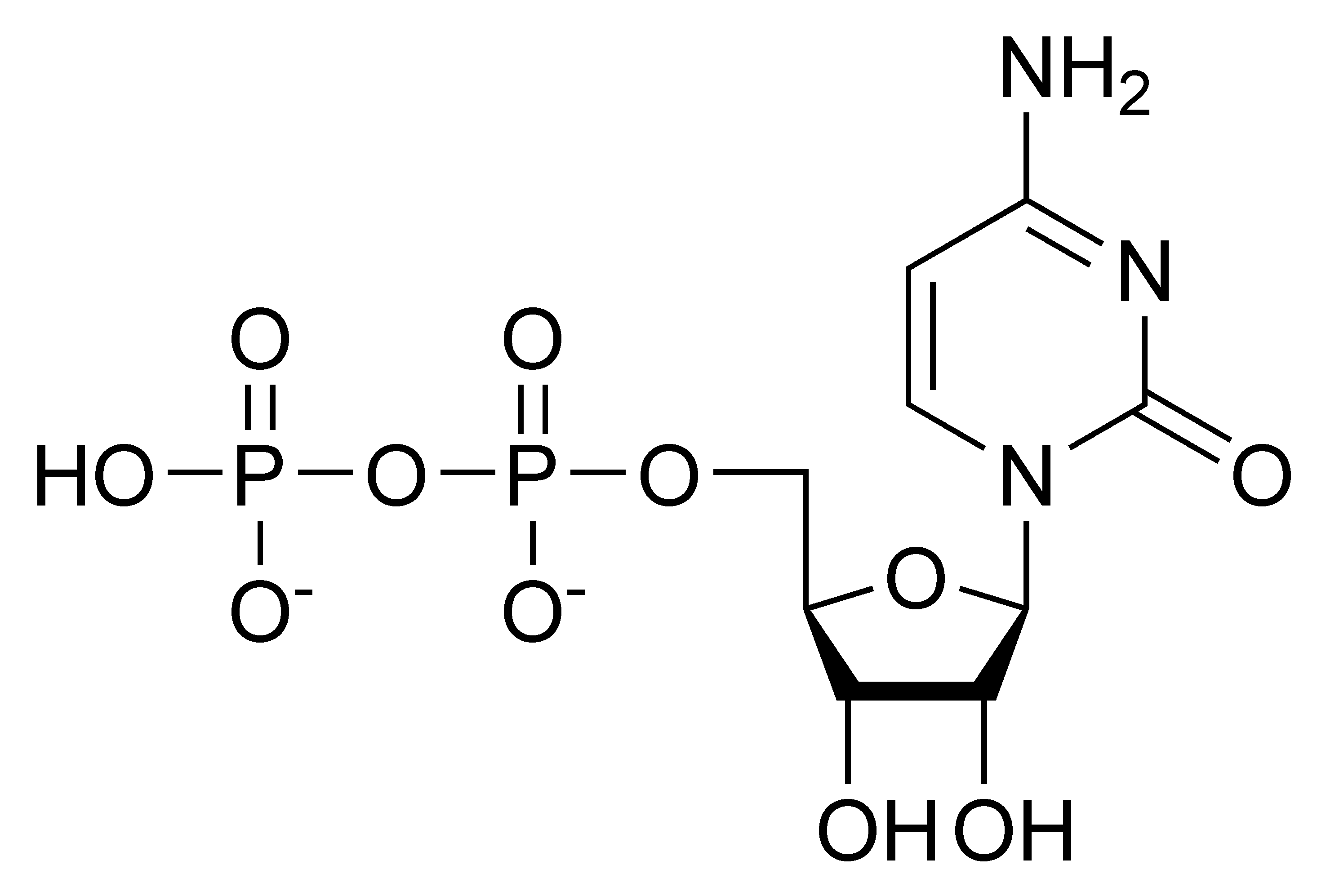
سیتوزین دی فسفات
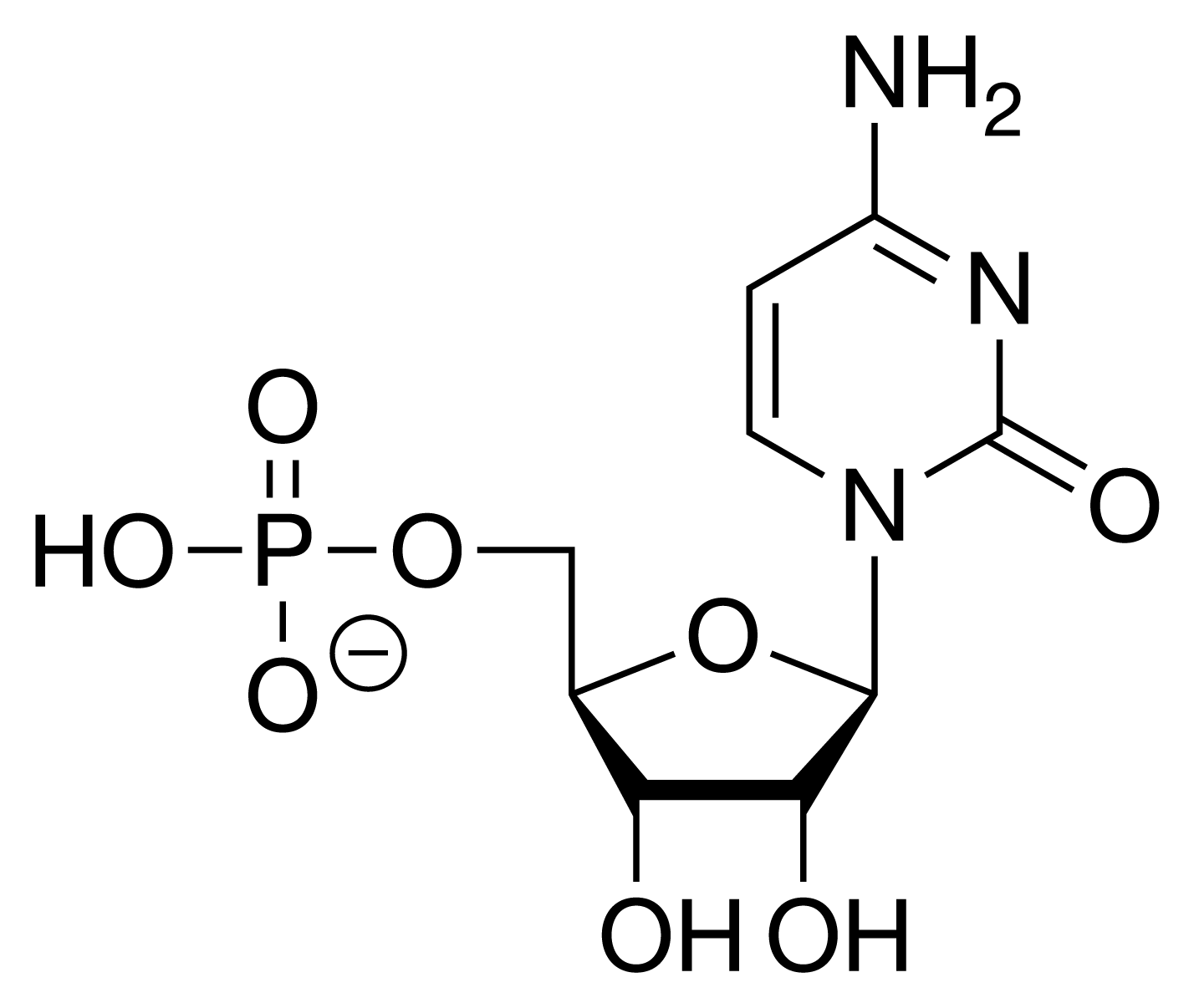
سیتوزین مونو فسفات
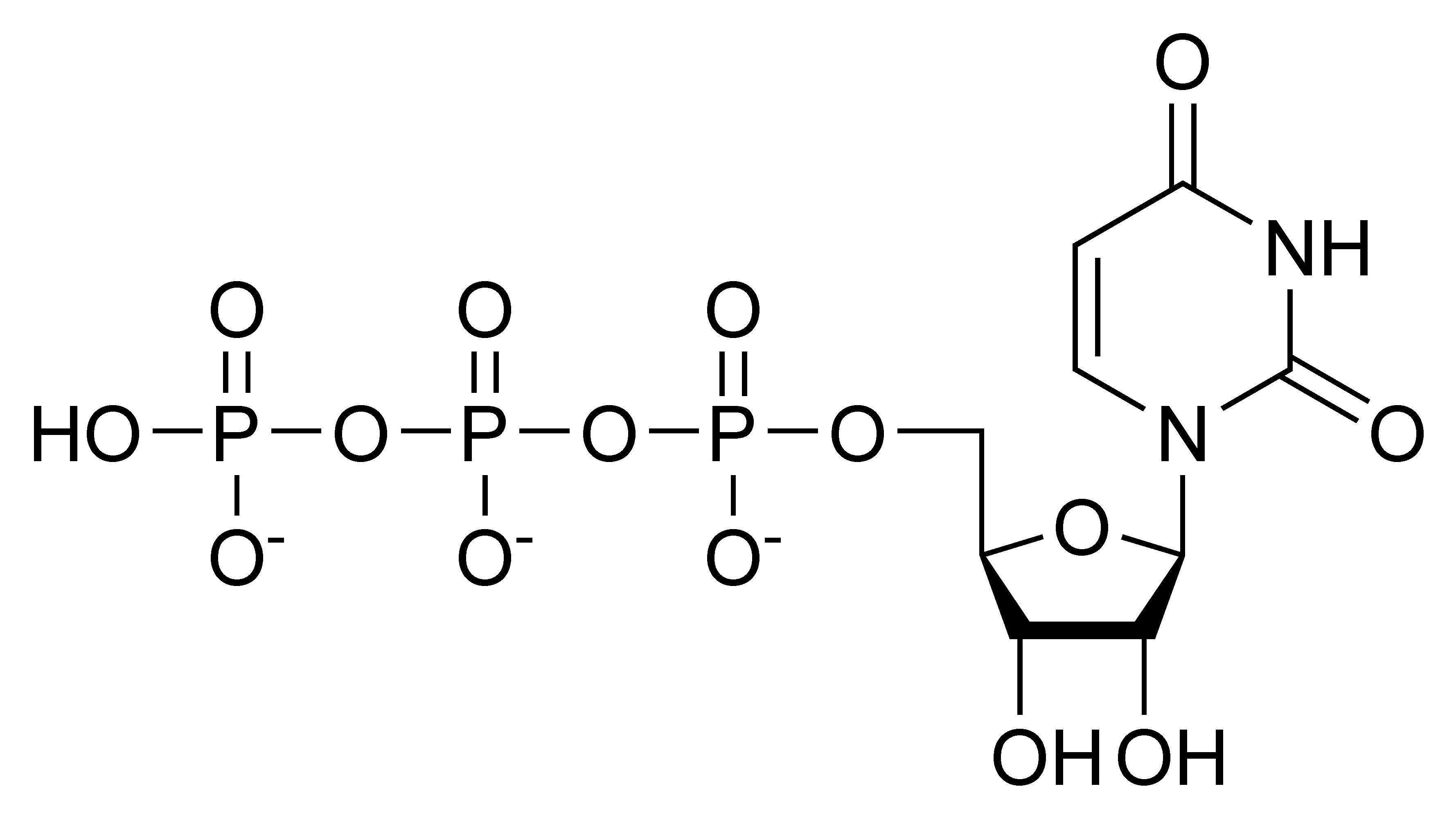
یوریدین تری فسفات
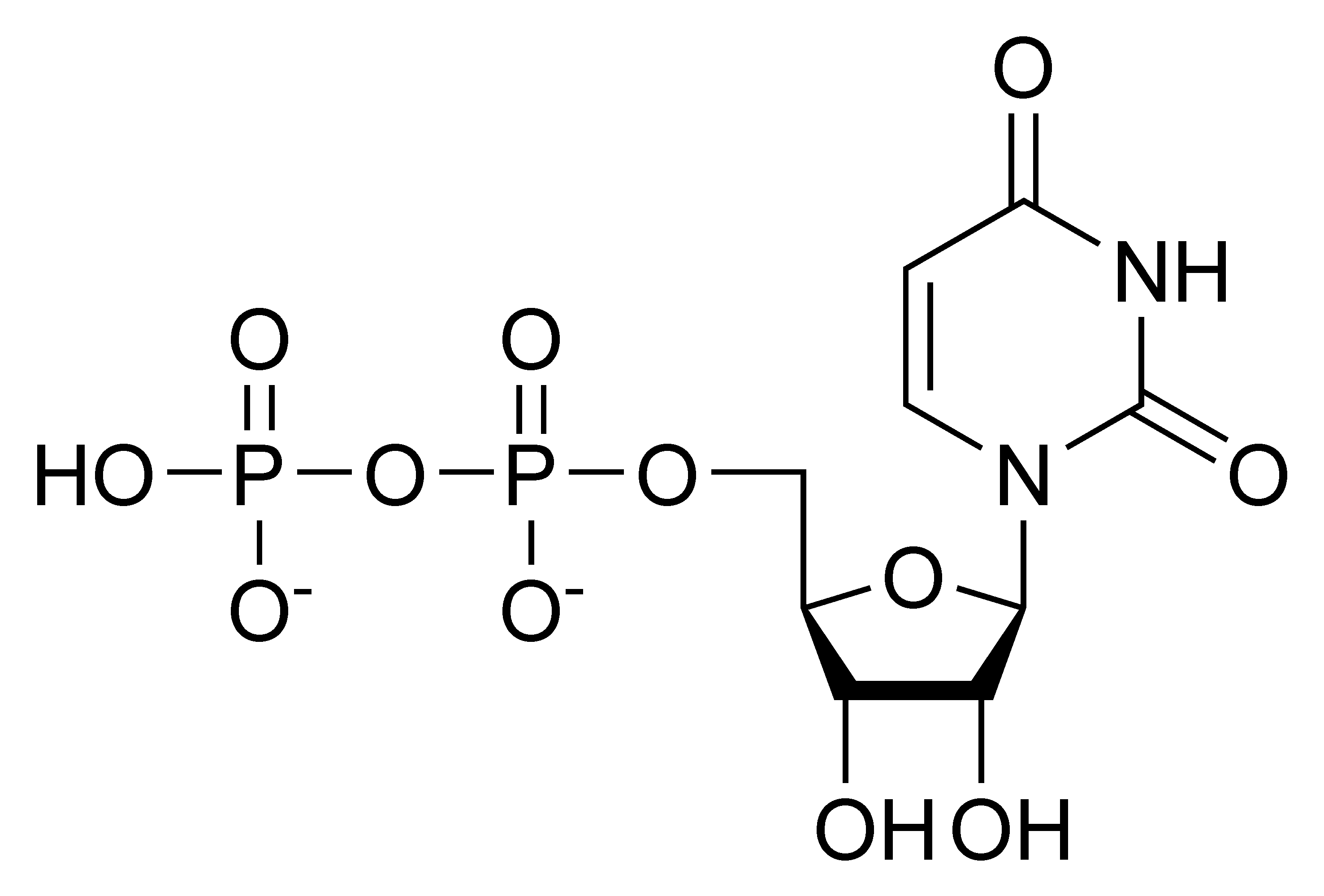
یوریدین دی فسفات
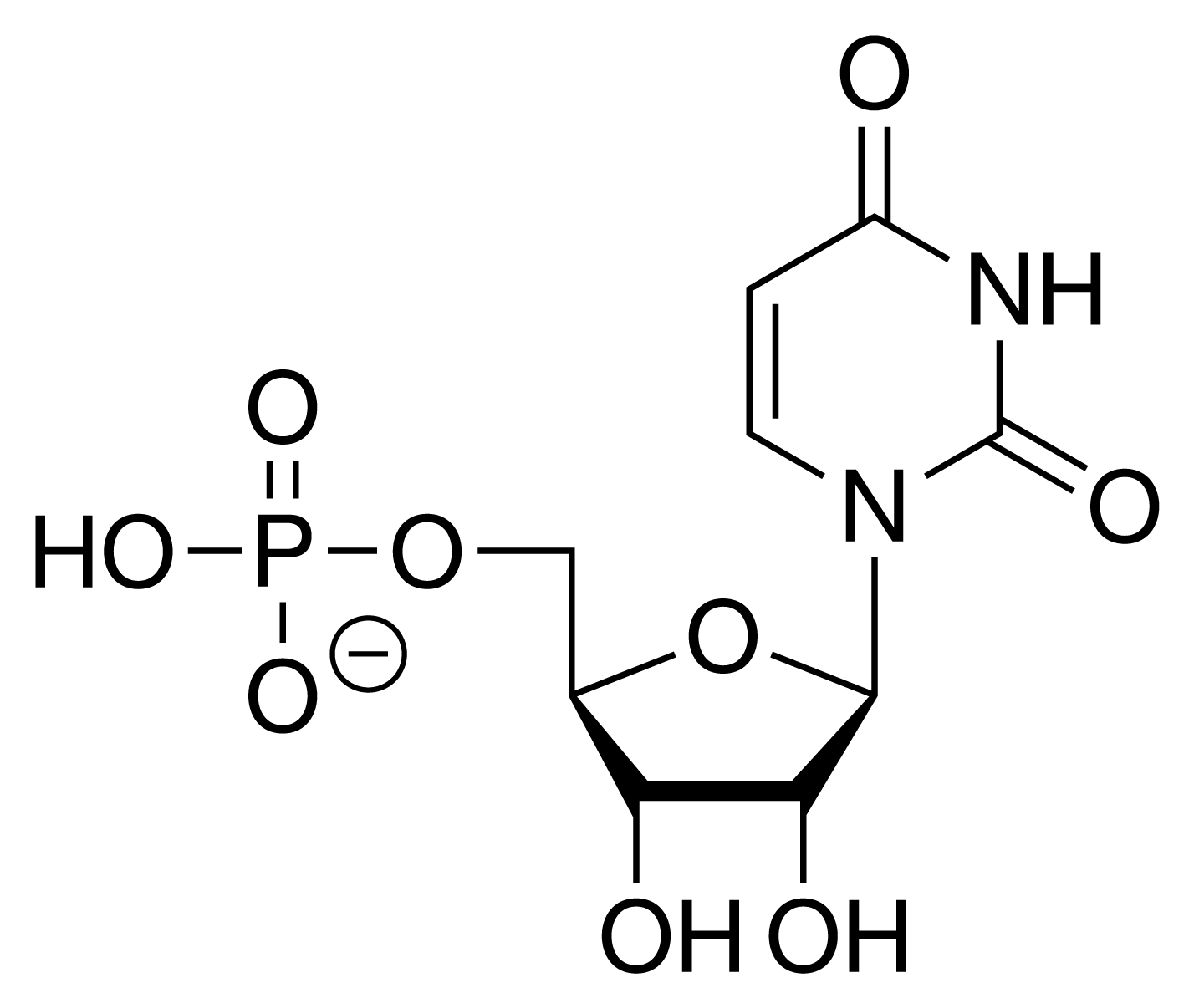
یوریدین مونو فسفات

## دئوکسی نوکلئوتیدها

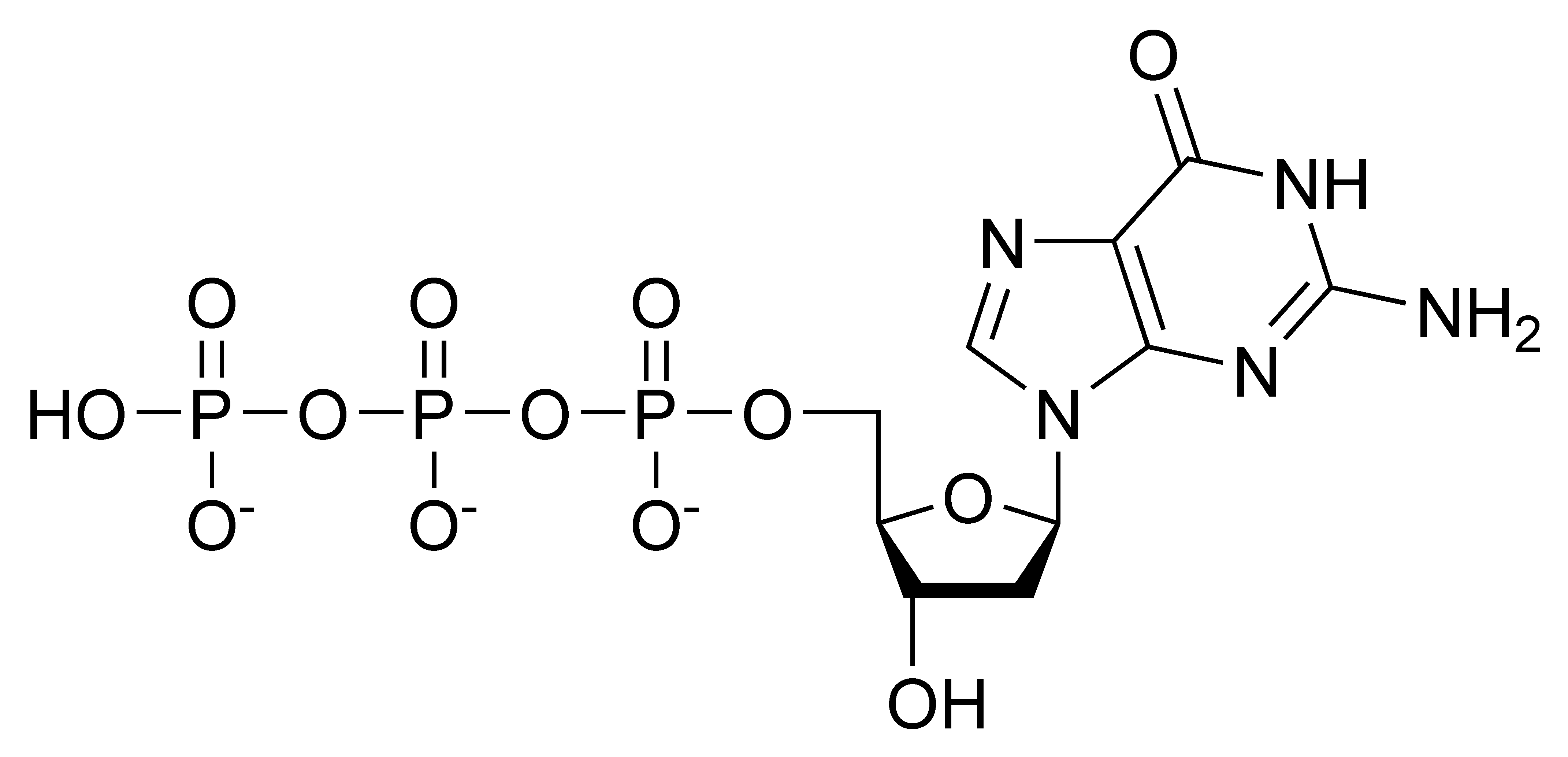
دئوکسی گوانوزین تری فسفات
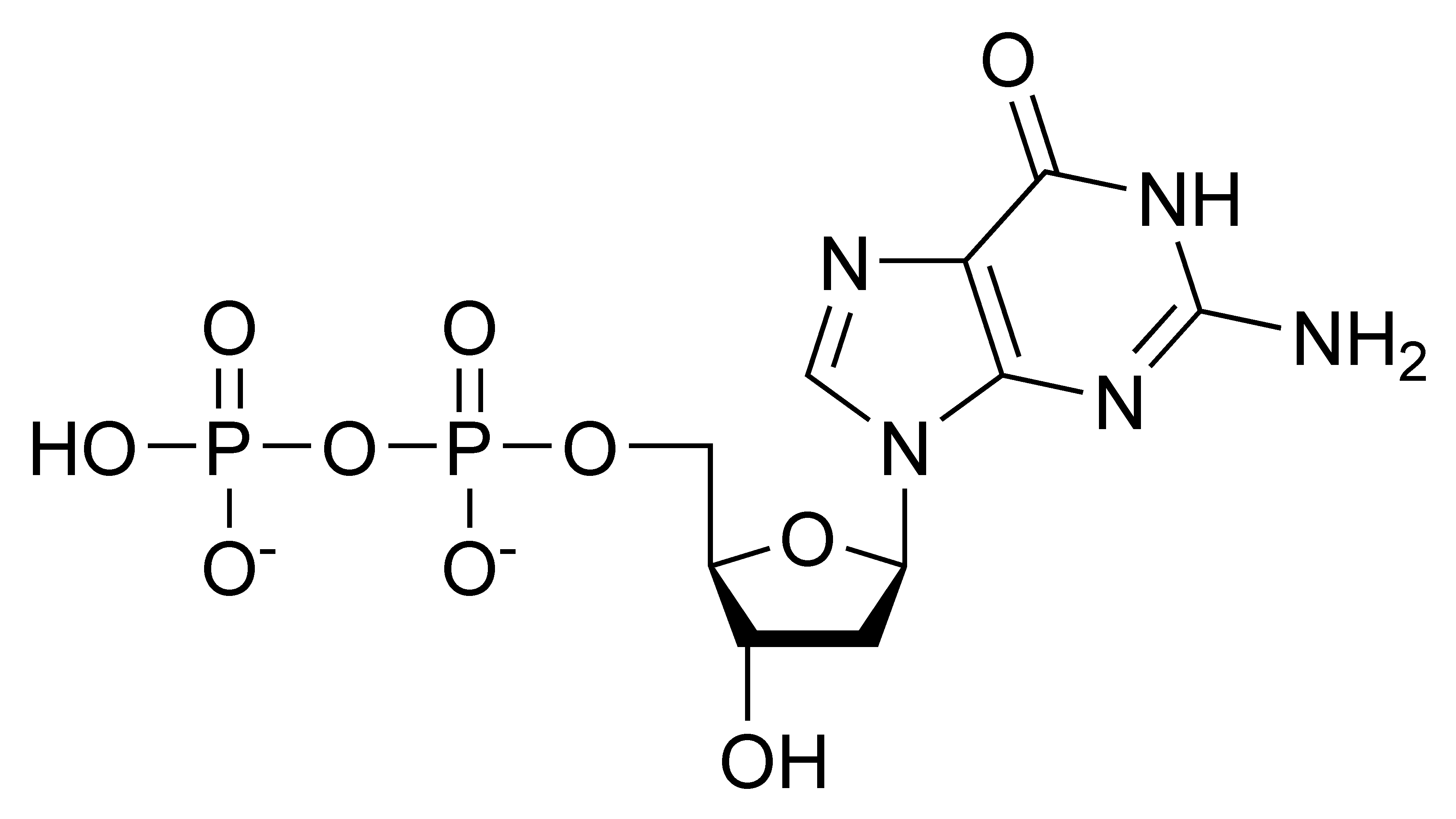
دئوکسی گوانوزین دی فسفات
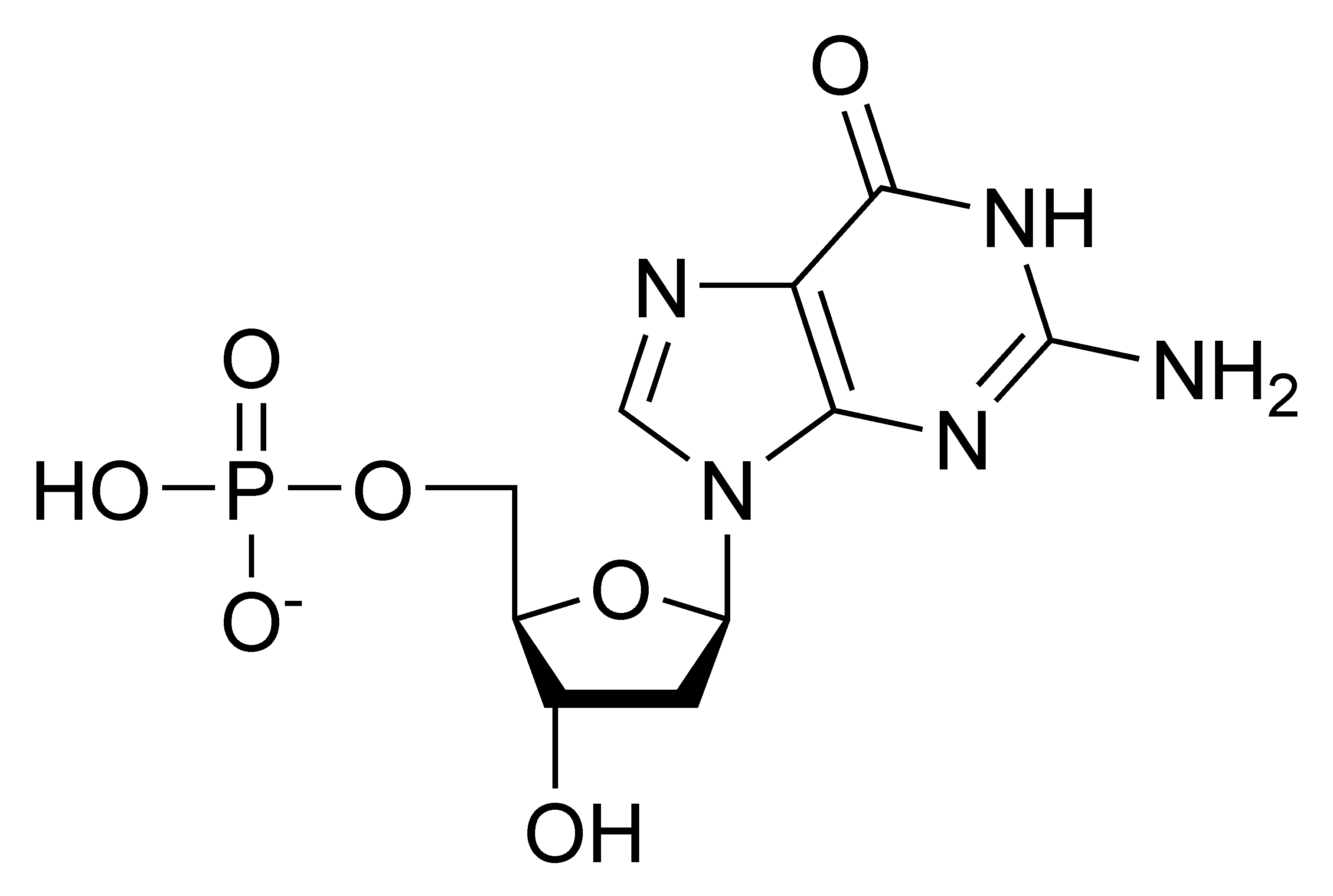
دئوکسی گوانوزین مونو فسفات
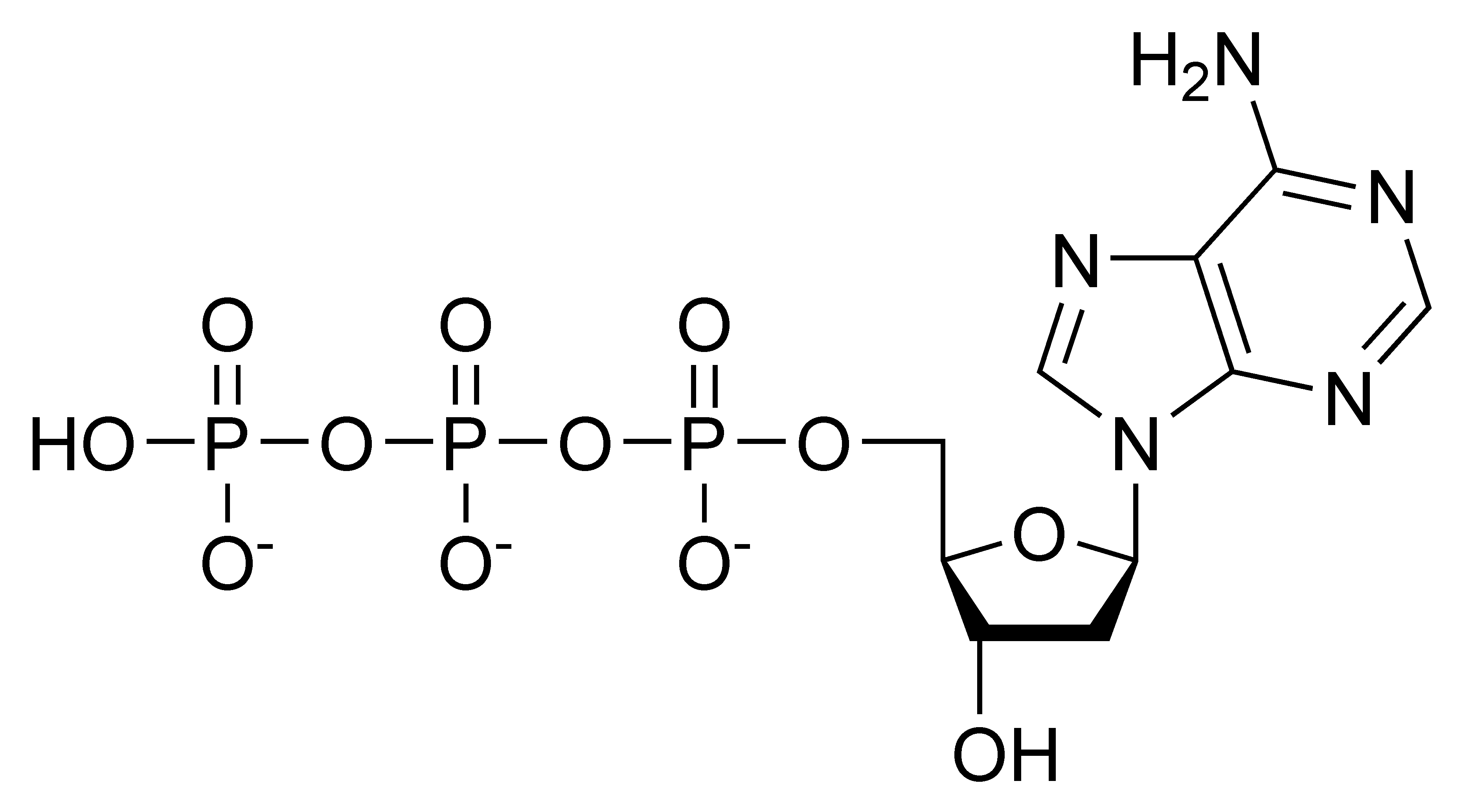
دئوکسی آدنوزین تری فسفات
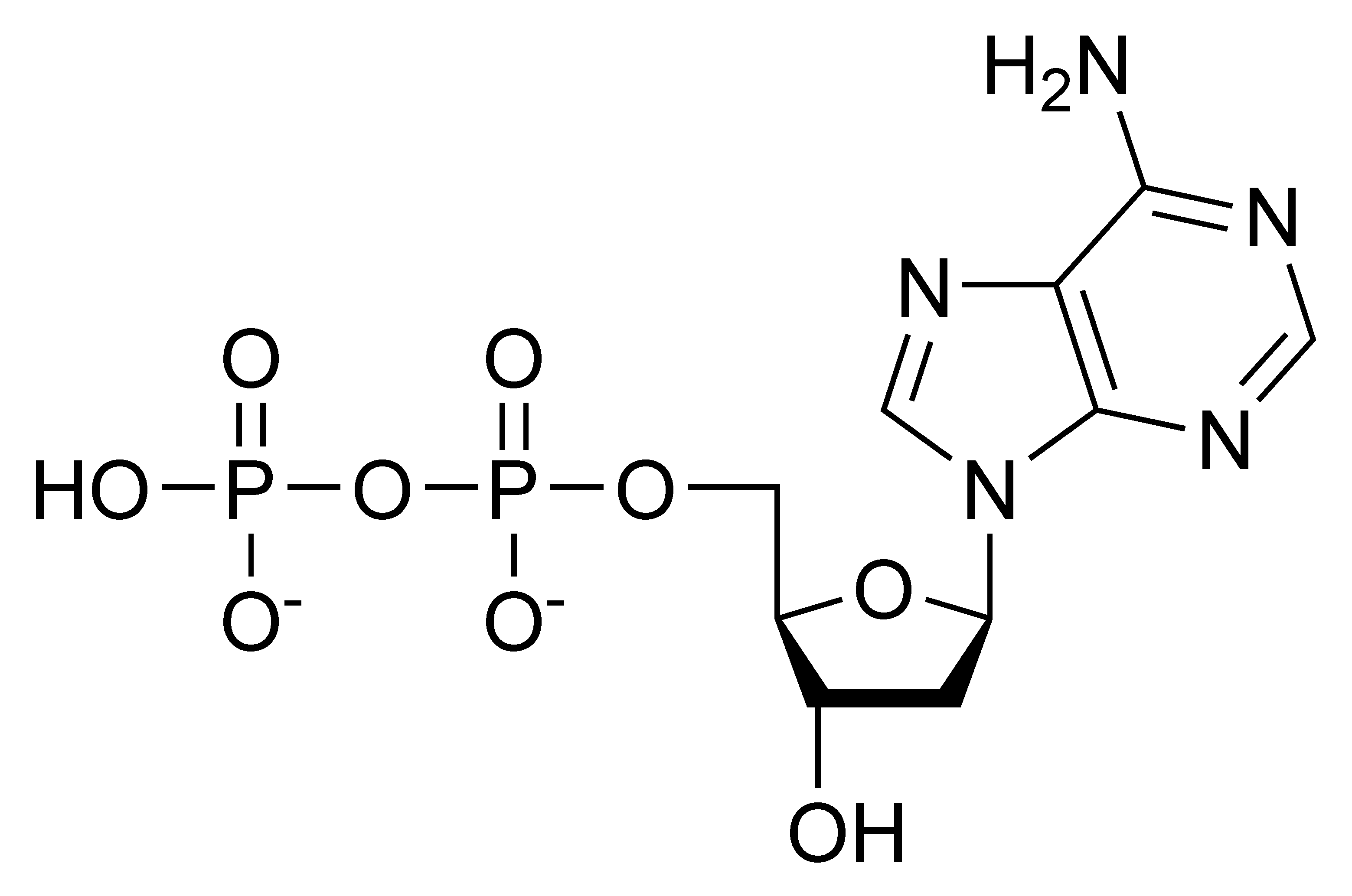
دئوکسی آدنوزین دی فسفات
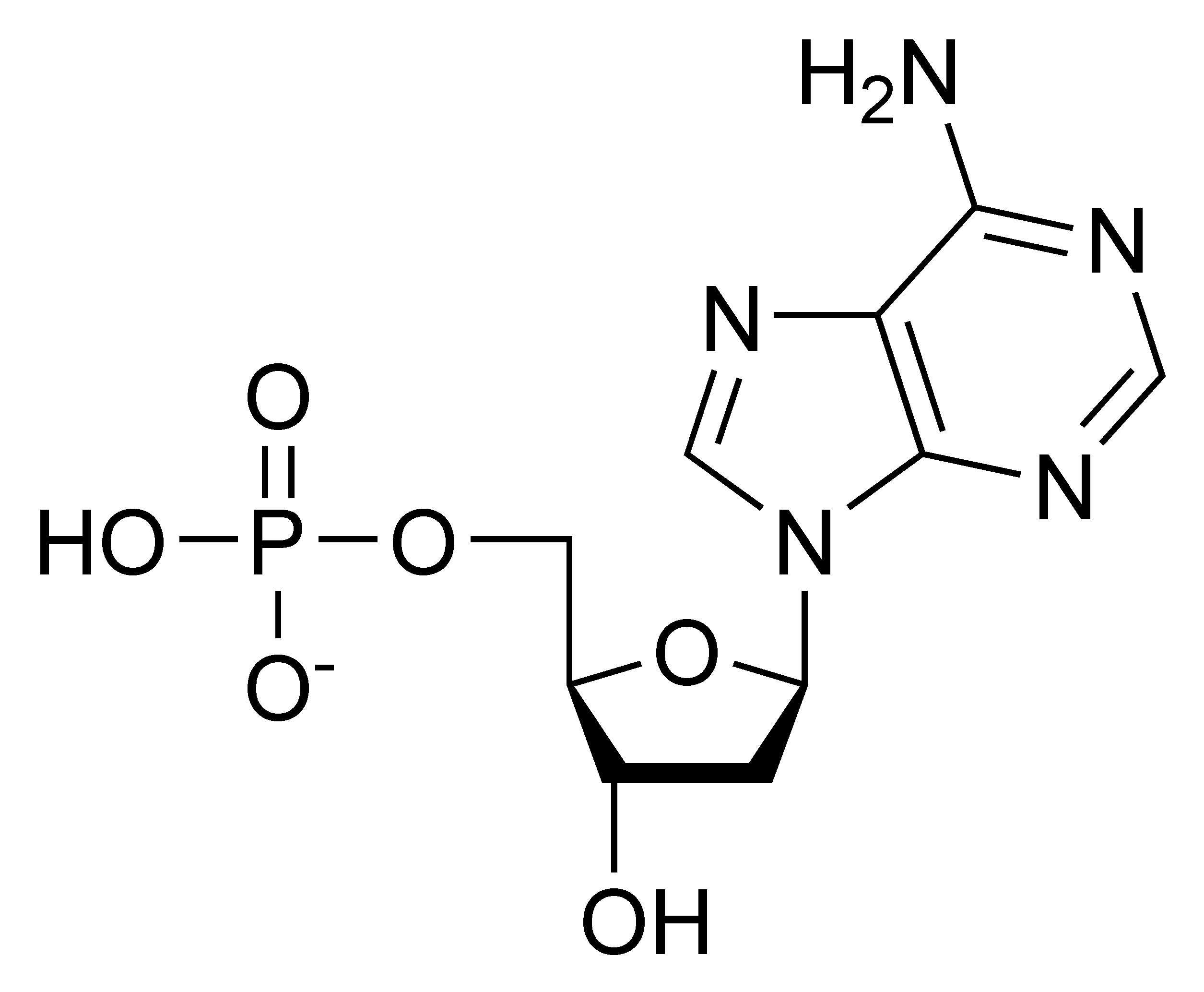
دئوکسی آدنوزین مونو فسفات
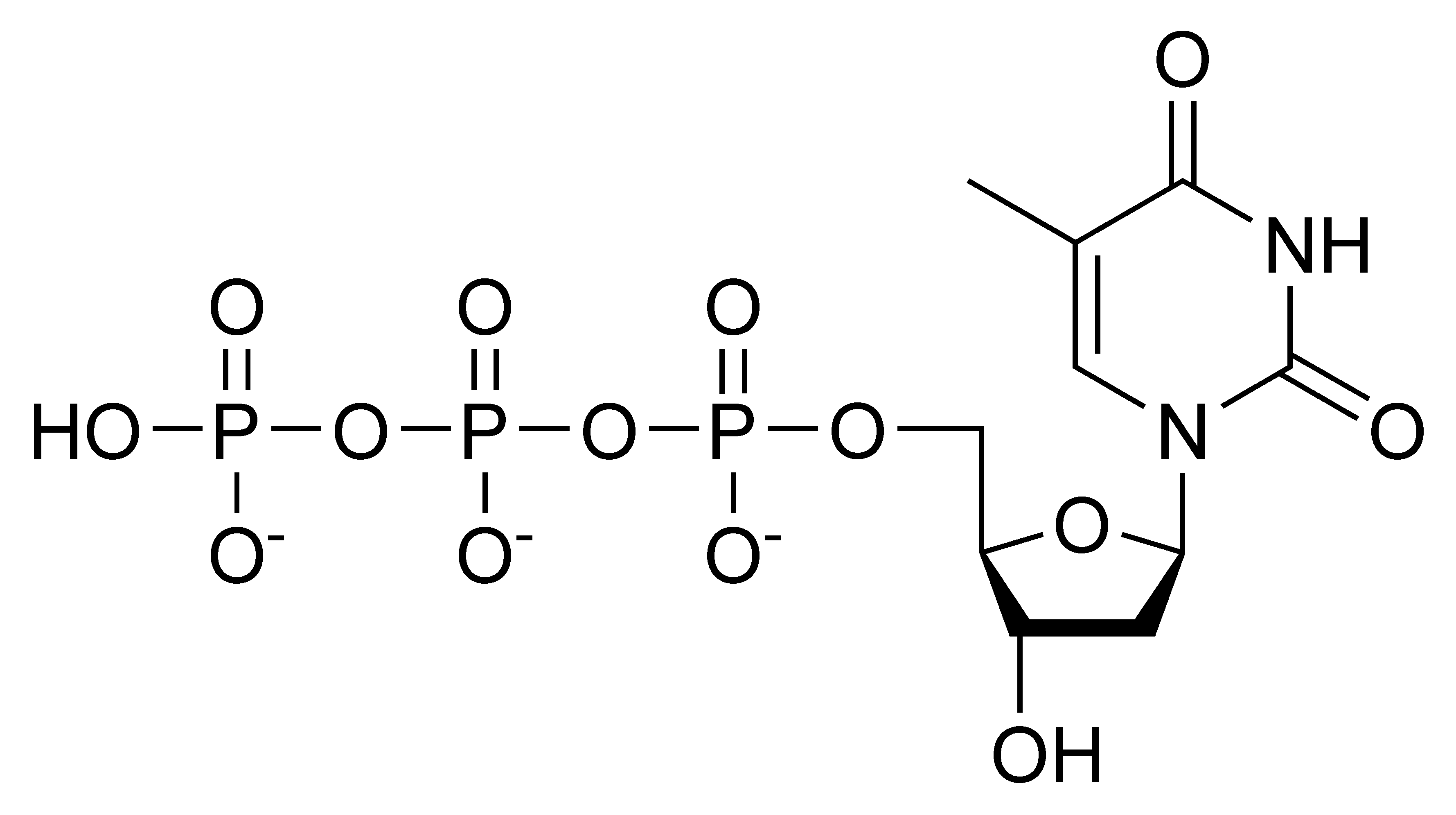
دئوکسی تیمیدین تری فسفات
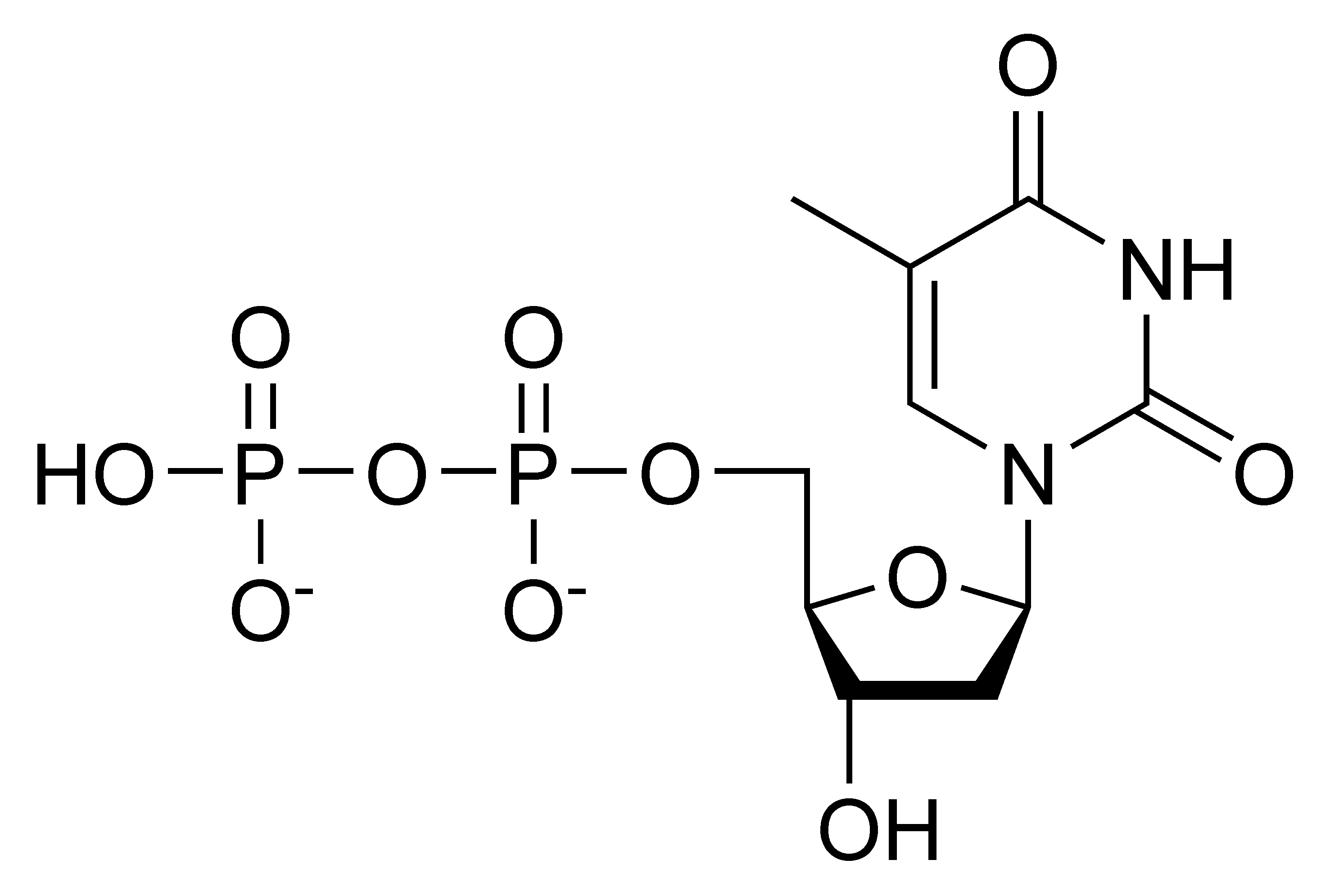
دئوکسی تیمیدین دی فسفات
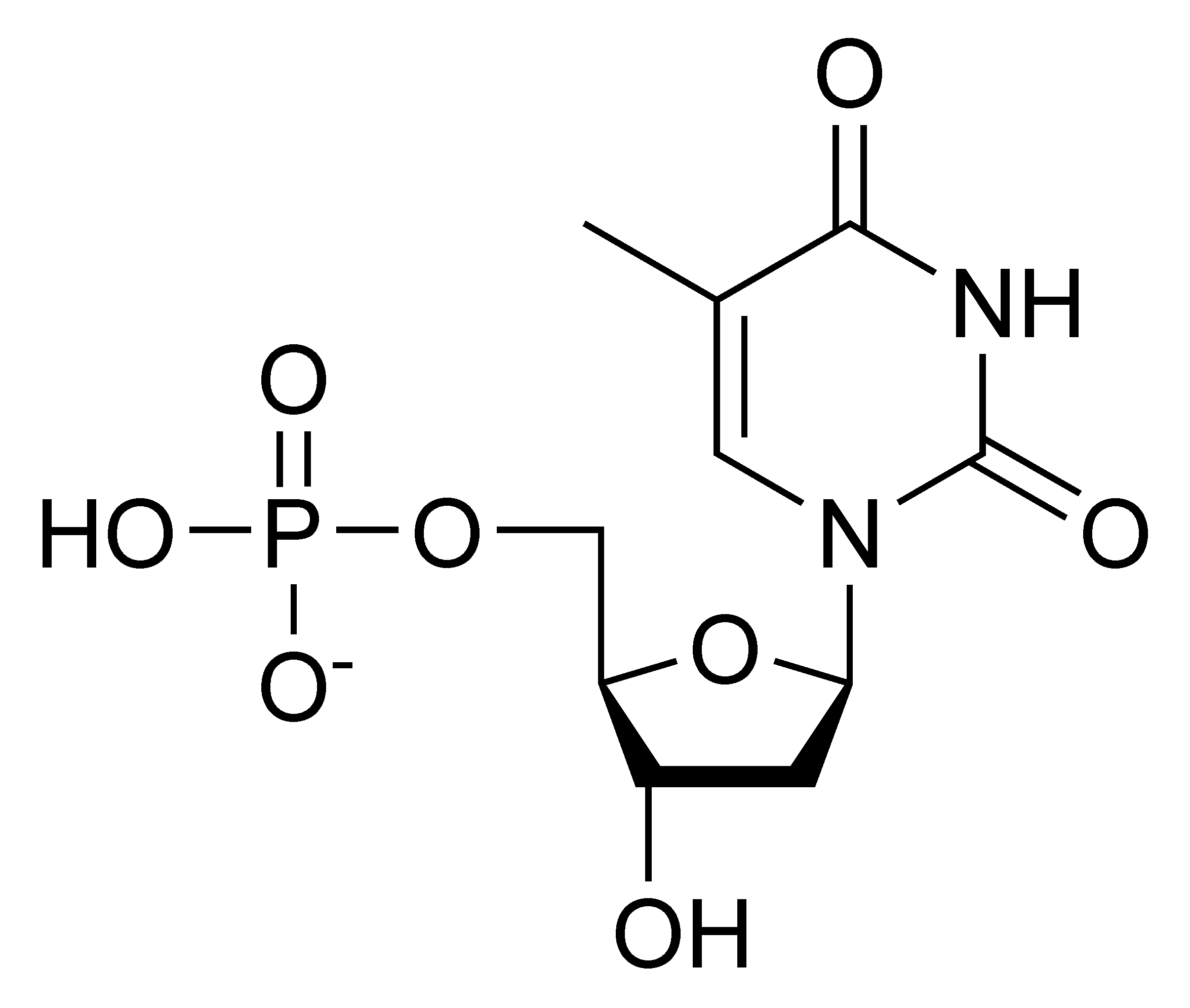
دئوکسی تیمیدین مونو فسفات
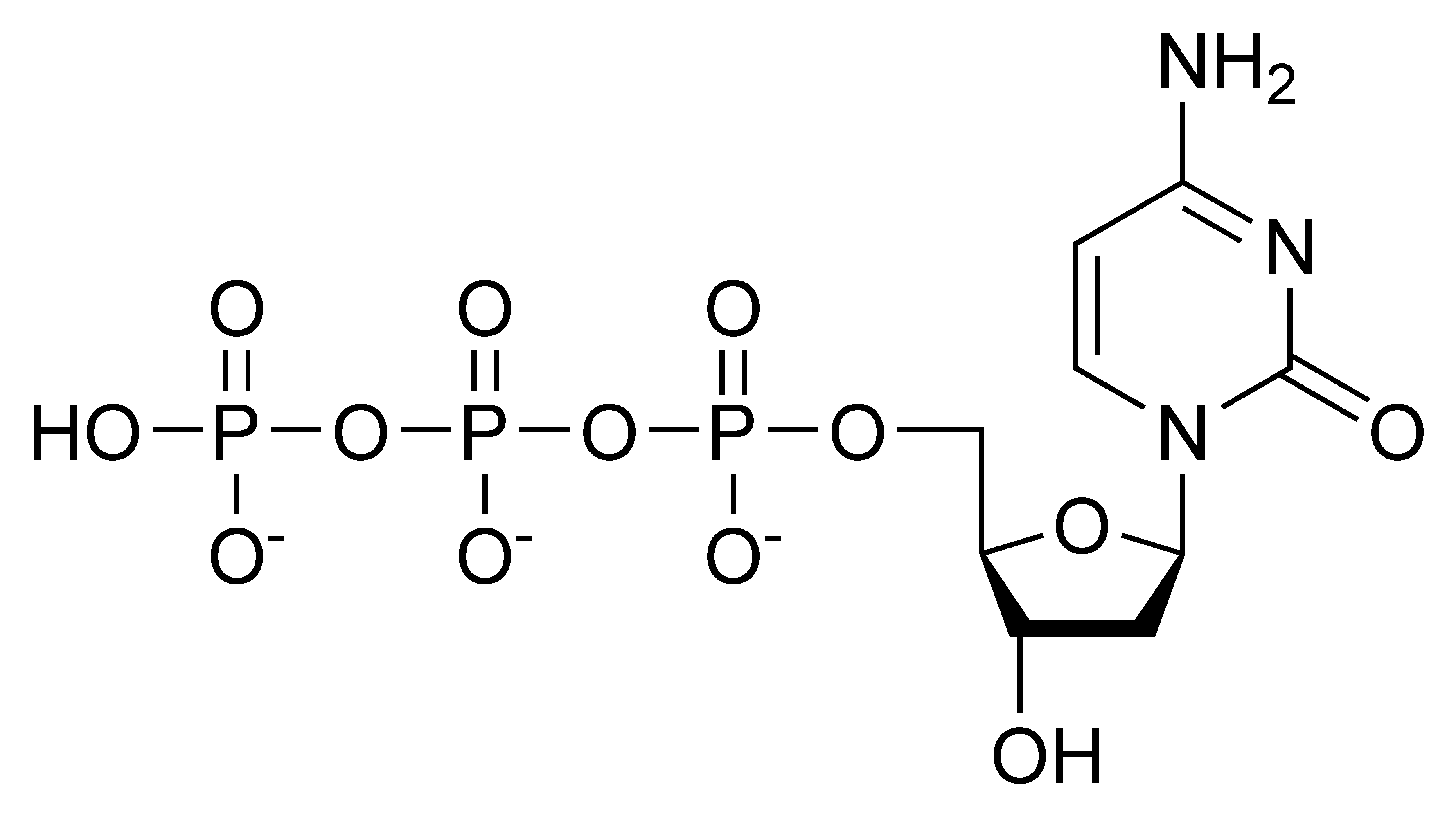
دئوکسی سیتیدین تری فسفات
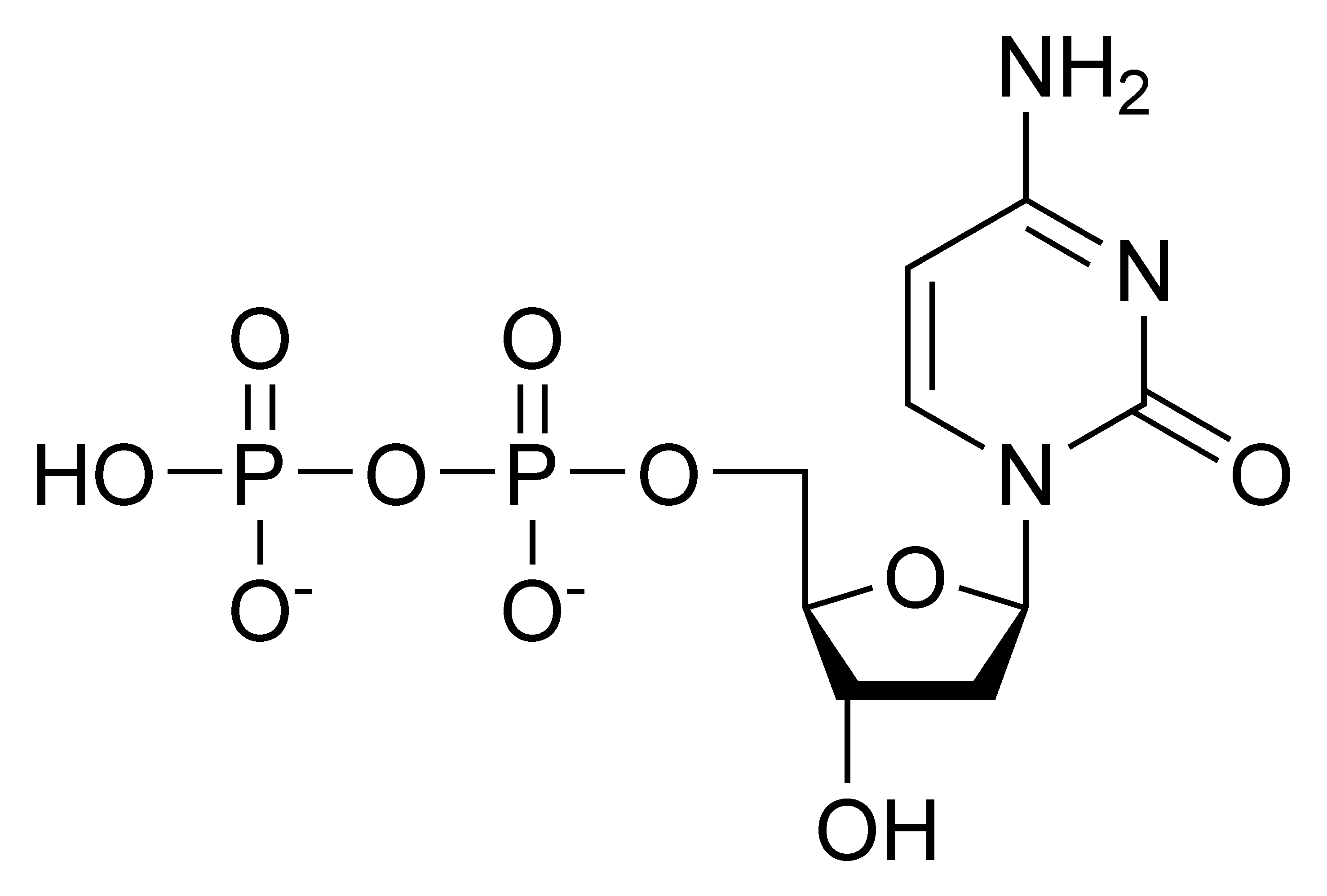
دئوکسی سیتیدین دی فسفات
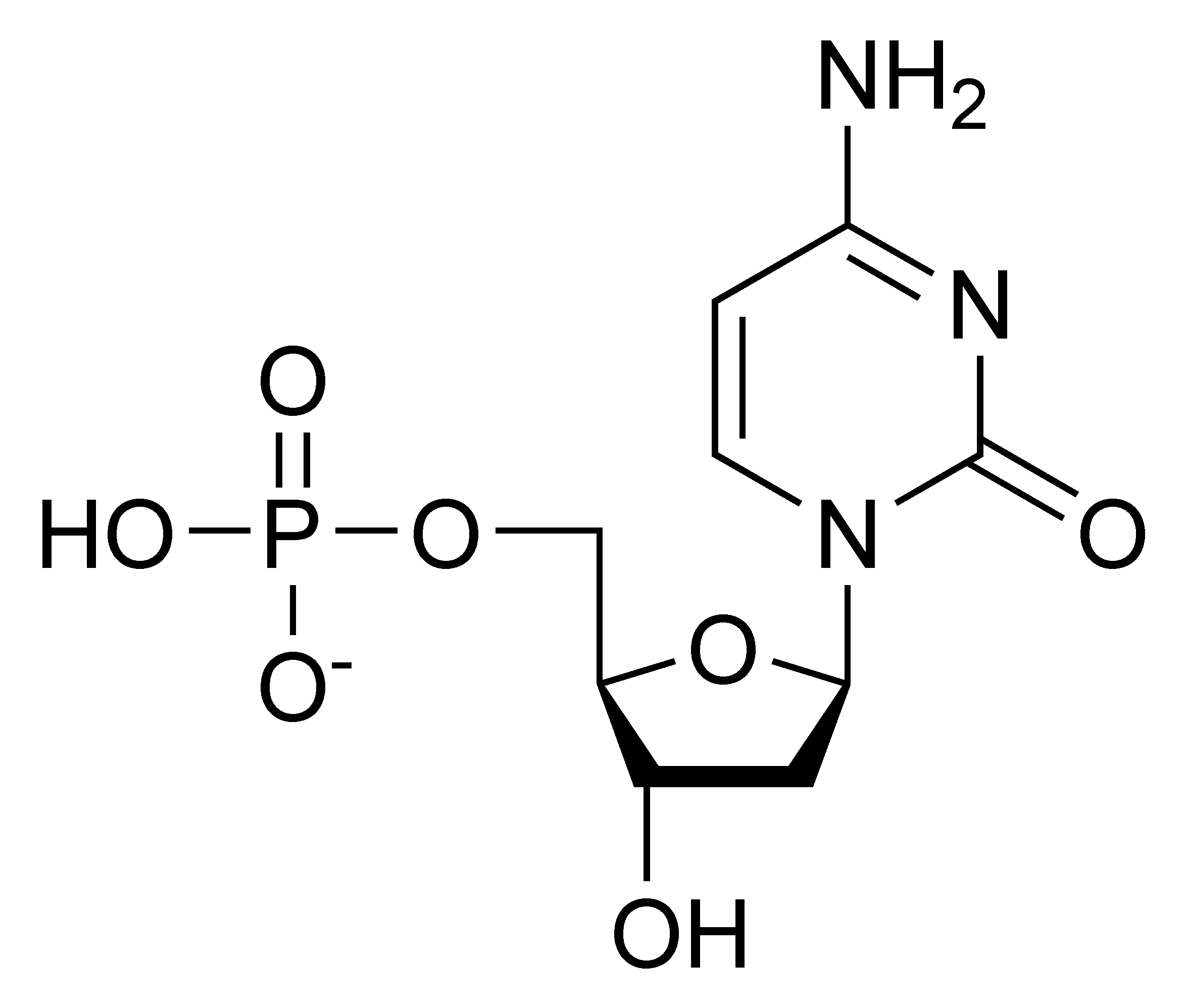
دئوکسی سیتیدین مونوفسفات

## نوکلئوزیدها

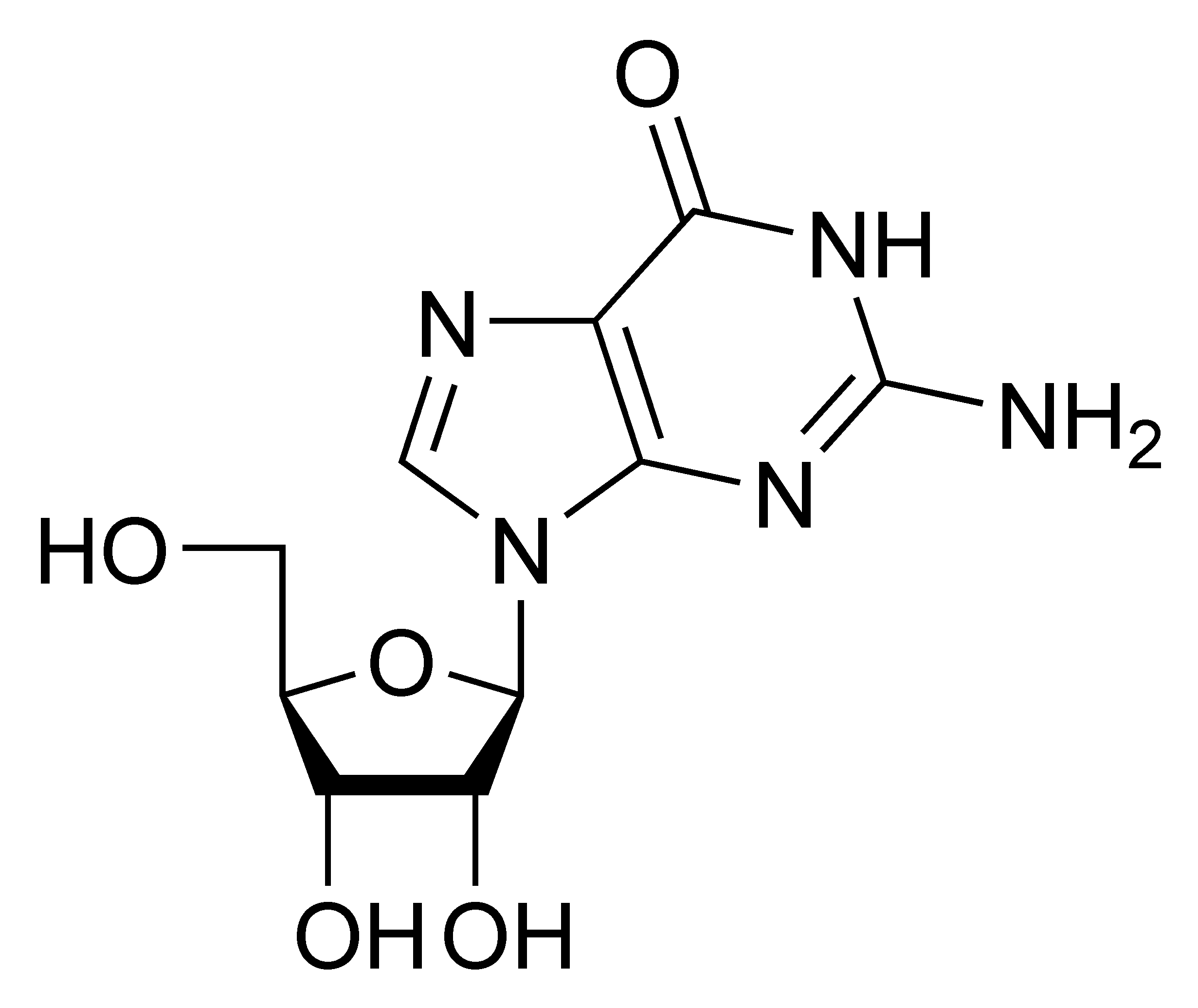
گوانوزین
آدنوزین
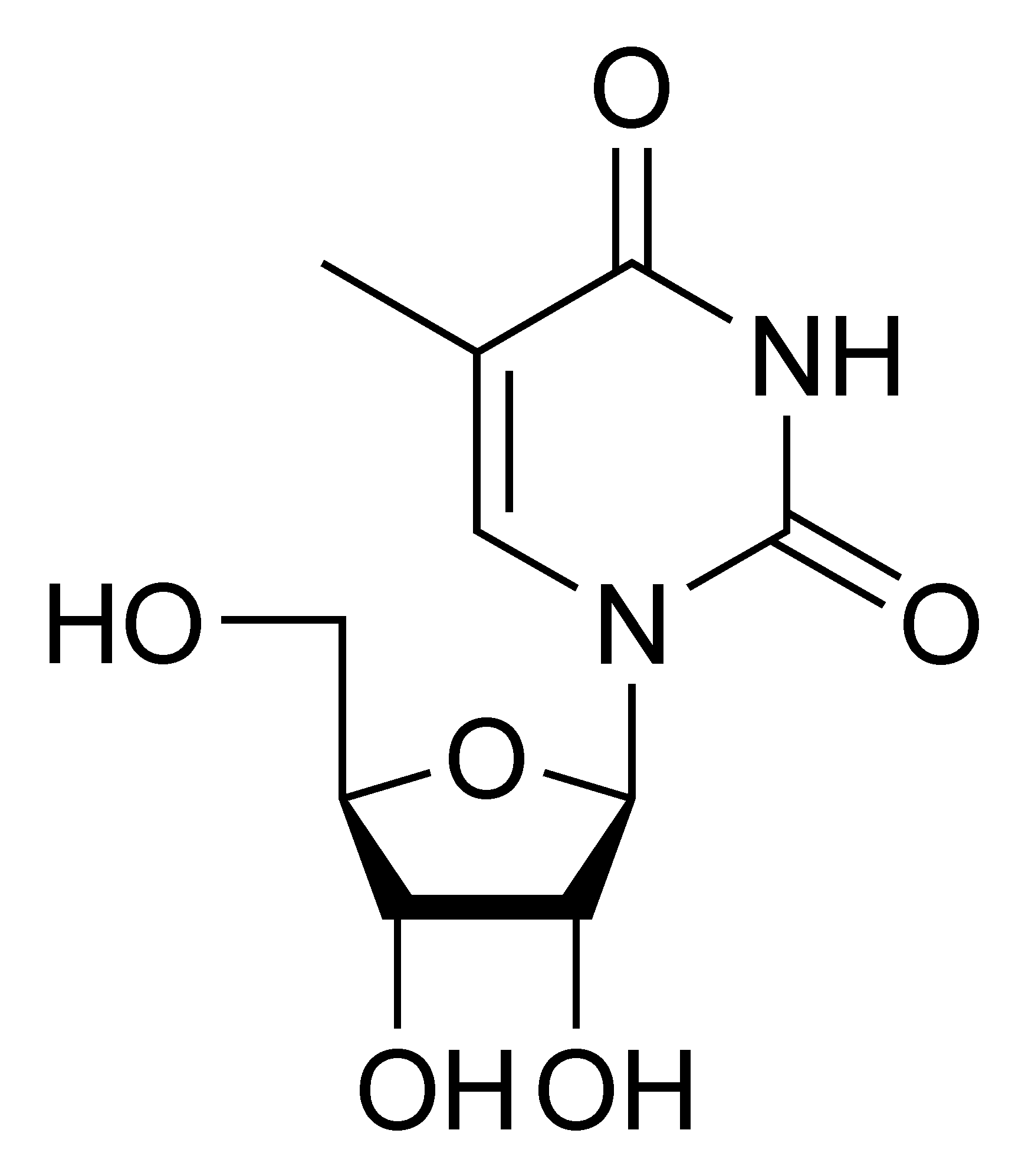
تیمیدین
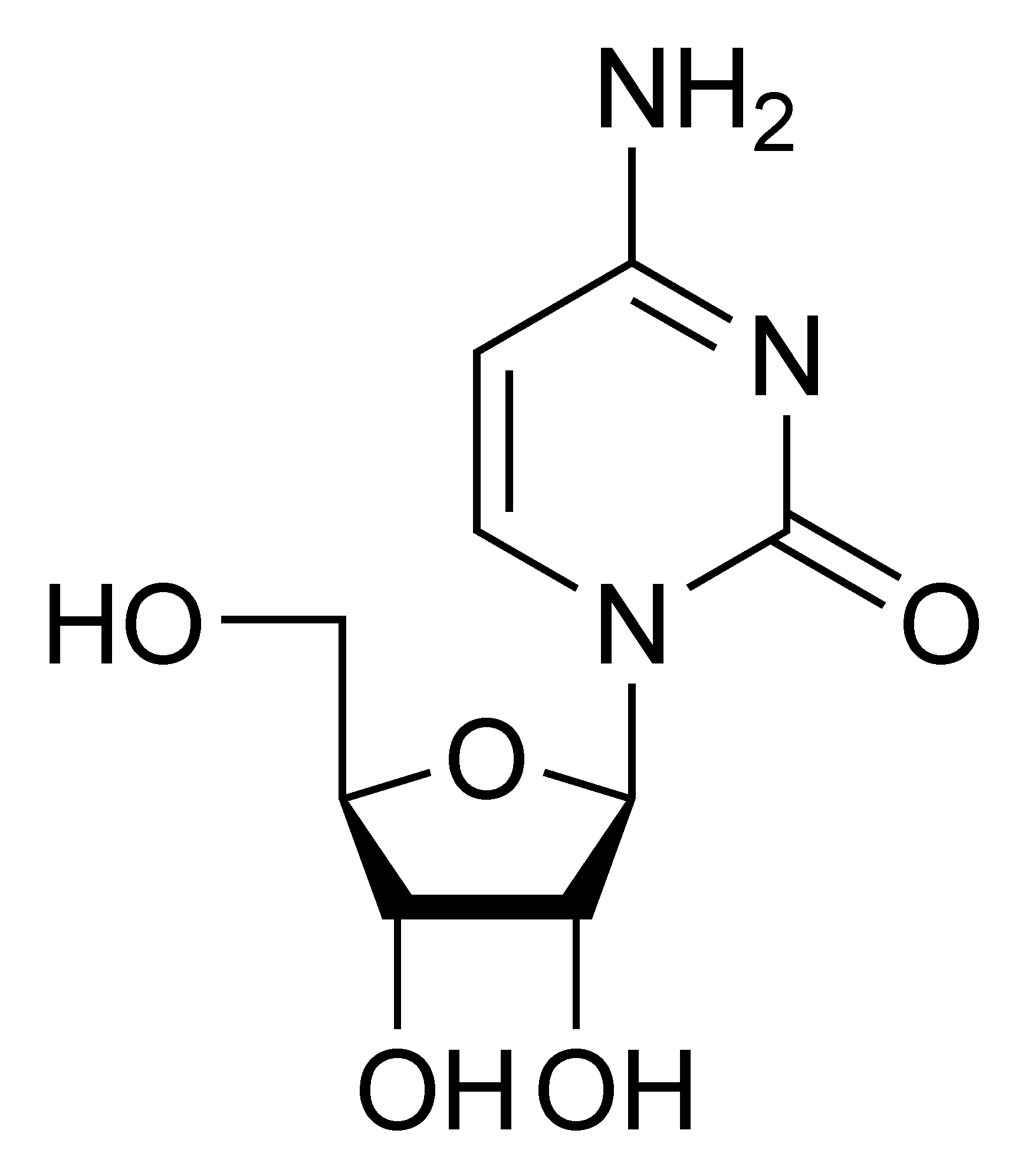
سیتیدین
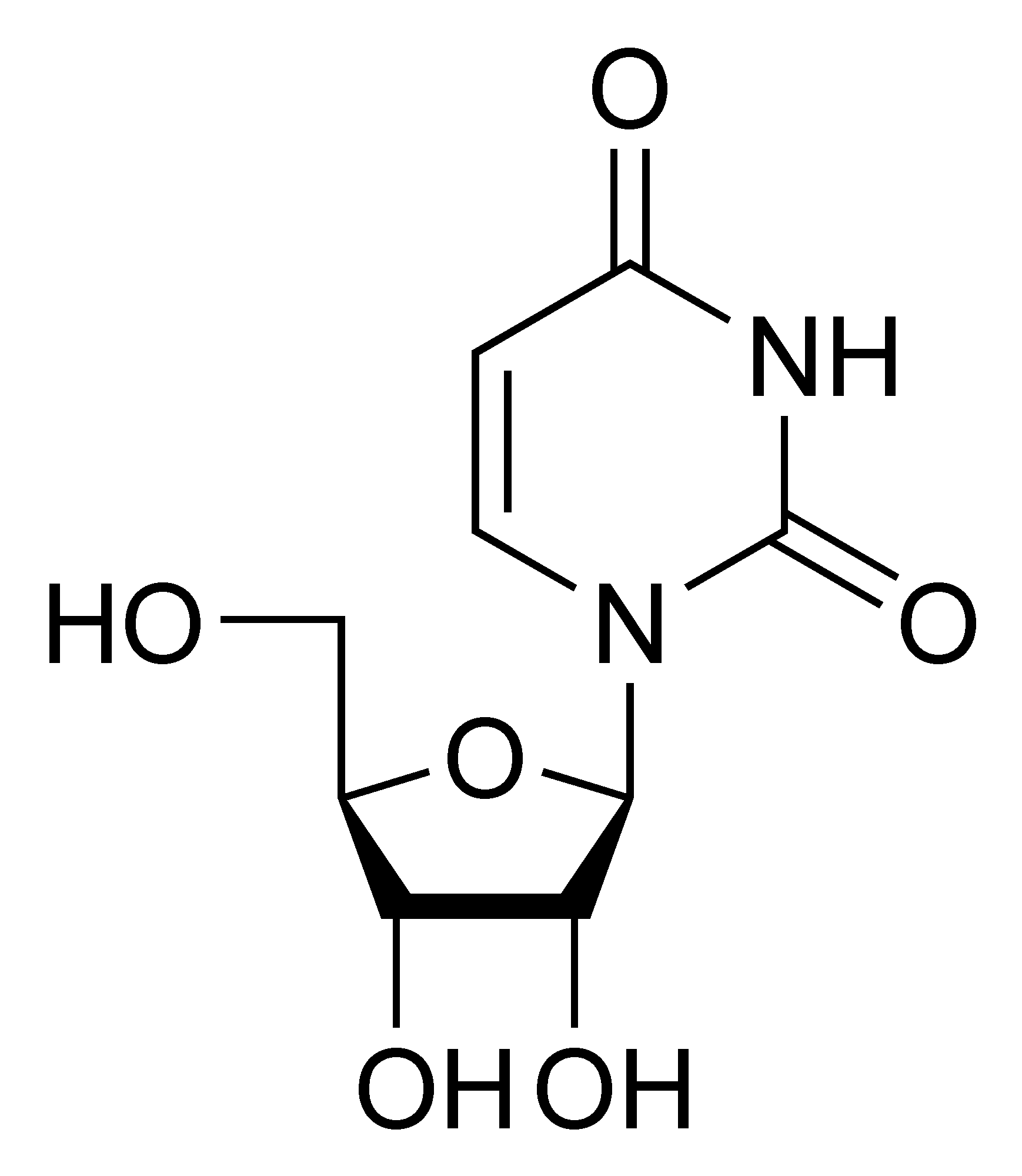
یوریدین

## صورت‌بندی
ویژگی مهم نوکلئوزیدها و نوکلئوتیدها تعداد صورت‌بندی‌های آن‌هاست. بر خلاف حلقه‌های شش‌عضوی که سدهای زیادی برای تغییر صورت‌بندی دارند؛ حلقه‌های پنج‌عضوی، بسیار انعطاف‌پذیرند. از آن‌جایی که الگوی استخلافی حلقهٔ پنتوز در نوکلئوزیدها متقارن نیست، دو صورت‌بندی برای آن‌ها در نظر گرفته شده‌است. به‌دلیل فشارهای فضایی، پورین‌ها در نوکلئوتیدهای پورینی نسبت به دئوکسی‌ریبوز به دو صورت‌بندی پایدار آنتی و سین، محدود می‌شوند. در صورت‌بندی آنتی‌پورین‌ها هیدروژن شمارهٔ ۶ باز بالای حلقهٔ پنتوز و در صورت‌بندی سین، اتم اکسیژن شمارهٔ ۲ در بالای حلقهٔ پنتوز قرار دارد؛ بنابراین در پیریمیدین‌ها صورت‌بندی آنتی به‌دلیل کاهش ممانعت فضایی برگزیده‌تر است. در پورین‌ها دو صورت‌بندی سین و آنتی، به‌سرعت به یکدیگر تبدیل می‌شوند، اما صورت‌بندی آنتی به‌دلیلی مشابه با پیریمیدین‌ها پایدارتر است.